# Heinrich III. (England)

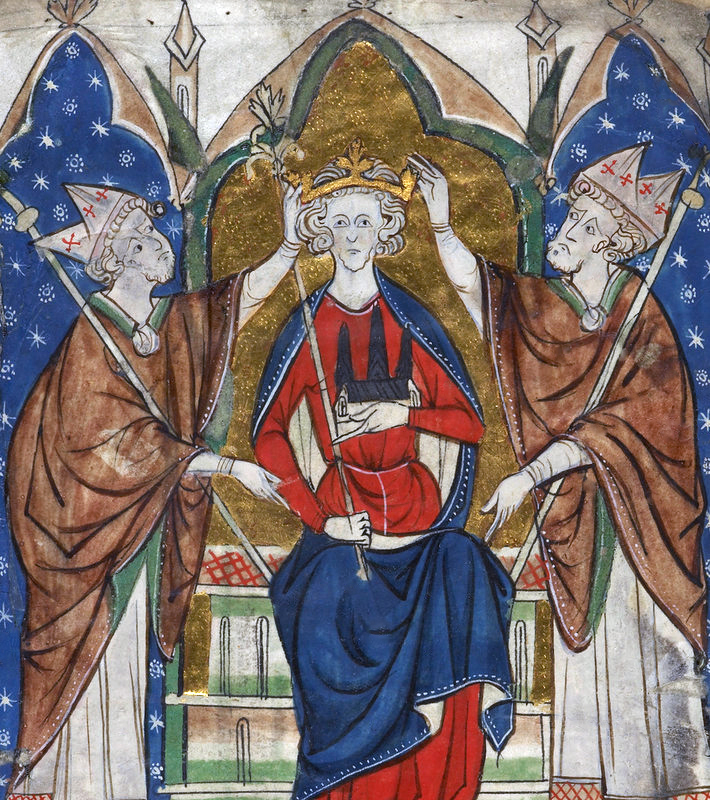
Krönung König Heinrichs III. von England. (Darstellung aus dem 13. Jahrhundert)

Heinrich III. (englisch Henry III; * 1. Oktober 1207 in Winchester; † 16. November 1272 im Palace of Westminster) war ein englischer König, Lord of Ireland und Herzog von Aquitanien. Seine 56-jährige Regierung vom 28. Oktober 1216 bis zum 16. November 1272 als König von England ist nach Georg III., Victoria und Elisabeth II. die viertlängste Regierungszeit eines englischen Königs. Seine Herrschaft kann in vier zeitliche Abschnitte unterteilt werden. Der erste Abschnitt sind die 16 Jahre, in denen er noch minderjährig war bzw. in denen seine Berater die Herrschaft ausübten. Von 1232 bis 1234 folgten unruhige Jahre, in denen der König begann, selbst die Herrschaft zu übernehmen, dabei jedoch stark von seinen Höflingen und Adligen beeinflusst wurde. Im dritten Abschnitt von 1234 bis 1258 herrscht der König selbständig. Er erkannte die Magna Carta endgültig als bindendes Gesetz an, was seine finanziellen Möglichkeiten beschränkte. Dies führte mit dazu, dass er im Konflikt mit Frankreich die verlorenen französischen Besitzungen seiner Vorfahren nicht zurückgewinnen konnte. Heinrichs Finanzprobleme, verstärkt durch zeitweilige Rivalitäten innerhalb der königlichen Familie und durch Heinrichs erfolglose Außenpolitik, führten in den 1250er Jahren zu einer Krise seiner Herrschaft. Ab 1258 kam es deshalb zu einem schweren Konflikt mit einer Adelsopposition, der zum Zweiten Krieg der Barone führte. Infolge der innenpolitischen Krise verzichtete Heinrich 1259 im Vertrag von Paris endgültig auf die verlorenen Besitzungen in Frankreich, sicherte dadurch jedoch den Besitz der Gascogne. Nachdem der König im Bürgerkrieg von den aufständischen Baronen besiegt worden war, ging die politische Initiative zunehmend auf seinen ältesten Sohn Eduard über, der die Rebellen 1265 entscheidend schlagen konnte und die Königsherrschaft wieder herstellte. Heinrich gelang es jedoch erst 1267, den Konflikt mit den Rebellen endgültig zu beenden. Die Folgen des Bürgerkriegs belasteten seine Herrschaft bis zu seinem Tod. Gegenüber den walisischen Fürsten hatte Heinrich 1247 die englische Oberherrschaft durchgesetzt, die jedoch danach wieder durch Llywelyn ap Gruffydd abgeschüttelt wurde. Geschwächt durch den Bürgerkrieg, musste Heinrich 1267 Llywelyn als Fürst von Wales anerkennen. Obwohl er deshalb nicht zu den erfolgreichen und starken englischen Herrschern gezählt wird, gelang ihm nach der katastrophalen Herrschaft seines Vaters Johann Ohneland die Festigung der Stellung seiner Familie. Daneben gilt Heinrich als einer der größten europäischen Kunstförderer des 13. Jahrhunderts. Ab 1245 ließ er Westminster Abbey im gotischen Stil neu errichten.

## Herkunft und Kindheit
Heinrich entstammte der Dynastie der Plantagenet. Er war das älteste der fünf Kinder von König Johann Ohneland und dessen zweiter Frau Isabella von Angoulême. Seinen Namen erhielt er nach seinem Großvater König Heinrich II., wegen seines Geburtsorts wurde er auch Henry of Winchester genannt. Über seine Kindheit ist wenig bekannt. Seinen Vater, der ohne festen Regierungssitz beständig durch sein Reich zog, sah er selten, dafür hatte er eine enge Beziehung zu seiner Mutter. Seiner Amme Ellen, Frau von William Dun, gewährte er später eine großzügige Pension in Havering. 1209 ließ sein Vater seine Vasallen auf Heinrich als Thronfolger einschwören, und 1212 übertrug sein Vater dem aus Frankreich stammenden Bischof von Winchester Peter des Roches die Erziehung seines ältesten Sohnes. Des Roches förderte sicherlich die Verehrung Heinrichs für seine Vorfahren und für seine Familie, besonders für Richard I. und Eleanor von Aquitanien, und bereits als Neunjähriger soll Heinrich ungewöhnlich ernst und würdig gesprochen haben. Daneben förderte der Bischof Heinrichs Sinn für Kunst und seine Verehrung der angelsächsischen Heiligen. Noch als Erwachsener konnte Heinrich die Reihenfolge der heiligen englischen Könige aufzählen. Die nicht sonderlich erfolgreiche militärische Ausbildung des jungen Prinzen erfolgte durch Philip d’Aubigny, einem aus der Bretagne stammenden Gefolgsmann Peter des Roches’. Dagegen galt Heinrich als guter Reiter, was er vermutlich seinem Leibwächter Ralph of St Samson verdankte.

## 1216 bis 1232: Der unmündige König

### Beendigung des Kriegs der Barone
Der Erste Krieg der Barone von 1215 bis 1217, der auf die Nichtanerkennung der Magna Carta durch seinen Vater folgte, war ein prägendes Ereignis für den jungen Prinzen. Sein Vater starb plötzlich am 19. Oktober 1216 inmitten des Krieges mit den rebellischen Baronen und mit Frankreich. Neun Monate später, im Juli 1217, verließ seine Mutter, Königin Isabella ihre Kinder und kehrte in ihre Heimat Südfrankreich zurück, wo sie die Herrschaft in der Grafschaft Angoulême, dem Land ihres Vaters, übernahm. Im Frühjahr 1220 heiratete sie in zweiter Ehe den französischen Grafen Hugo X. von Lusignan von La Marche. Heinrich sah sie erst 1230 wieder.
Nach dem Tod seines Vaters war der gerade neun Jahre alte Heinrich König von England geworden. Seine Thronfolge war jedoch nicht gesichert, da die Herrschaft seines Vaters von den rebellischen Baronen bestritten wurde. Die Rebellen hatten die englische Krone dem französischen Prinzen Ludwig angeboten. Heinrichs Vater hatte jedoch die Unterstützung des Papstes, vertreten durch den päpstlichen Legaten Guala Bicchieri, sowie eines Großteils der hohen Geistlichkeit gehabt, so dass seine Anhänger unverzüglich nach dem Tod Johanns den jungen Heinrich zum König krönen ließen. Heinrich reiste dazu aus Devizes Castle nach Gloucester, wo William Marshal, 1. Earl of Pembroke, der zu den engsten Vertrauten seines Vaters gehört hatte, ihn am 27. Oktober zum Ritter schlug. Am nächsten Tag erfolgte in Gloucester Abbey eine hastige und kaum vorbereitete Krönung. Da die Kronjuwelen von seinem Vater verloren oder verpfändet worden waren, wurde Heinrich von den Bischöfen von Winchester, Worcester und Exeter mit einem provisorischen Stirnreif gekrönt. Nach der Krönung huldigte Heinrich sofort dem Legaten Guala, da sein Vater das Reich dem Papst als Lehen angetragen hatte. Vier Tage später gelobte er, das Kreuz zu nehmen. Für den jungen König herrschte ein selbsternannter Regentschaftsrat unter der Führung des über 70-jährigen William Marshal, der am 12. November eine leicht geänderte Fassung der Magna Carta anerkannte. Hierdurch und durch den Tod König Johanns entfiel für viele Barone der Grund für ihre Rebellion, so dass sie sich dem jungen König unterwarfen. Die verbliebenen Rebellen und die Truppen des französischen Prinzen Ludwig wurden von Marshal in der Schlacht von Lincoln geschlagen, und nachdem Hubert de Burgh, von Johann Ohneland eingesetzter Justiciar, am 24. August 1217 eine französische Nachschubflotte in der Schlacht bei Sandwich vernichtet hatte, war der Krieg entschieden. Im September musste Prinz Ludwig im Frieden von Lambeth auf seine Ansprüche auf den englischen Thron verzichten und nach Frankreich zurückkehren. Die geschlagenen Rebellen wurden von Marshal mit Nachsicht behandelt. Eine weiter veränderte Fassung der Magna Carta wurde im Oktober und November 1217 auf einer großen Ratsversammlung in Westminster erneut anerkannt, dazu wurde eine neue Charter of the Forest anerkannt, die die Besitzrechte der königlichen Forste näher regelte. Auch König Alexander II. von Schottland sowie der walisische Fürst Llywelyn ab Iorwerth schlossen Frieden mit England, wobei der Waliser den Großteil seiner seit 1211 gemachten Eroberungen in Wales behalten durfte.

### Heinrichs frühe Herrschaft
Legat Guala unterstützte weiter diskret den Regenten William Marshal, durch dessen allgemein hohe Anerkennung und diplomatisches Geschick die Regierung langsam ihre Autorität zurückerlangte. Im November 1218 wurde nach allgemeinen Konsens Ralph de Neville zum Keeper of the Great Seal ernannt. Bis zur Volljährigkeit des Königs konnten jedoch Besitzbestätigungen und Schenkungen nicht endgültig bestätigt werden. Als der greise William Marshal erkrankte, übertrug er am 9. April 1219 den Schutz des jungen Königs dem neuen Legaten Pandulf und ermahnte Heinrich, nicht dem schlechten Beispiel seines Vaters zu folgen. Am nächsten Tag versuchte Bischof des Roches, als Erzieher während einer Ratsversammlung in Reading die Vormundschaft über den jungen König zu gewinnen und griff Heinrich kühn an den Kopf. Dabei wurde er jedoch von den anderen Räten zurückgewiesen. William Marshal starb einen Monat später. Innerhalb des Regentschaftsrats kam es nun zu erbitterten Streitereien, vor allem zwischen dem aus Frankreich stammenden des Roches und dem aus Norfolk stammenden Justiciar Hubert de Burgh, die beide enge Gefolgsleute König Johanns gewesen waren.

### Machtkampf im Regentschaftsrat, Kriege in Wales und Revolten

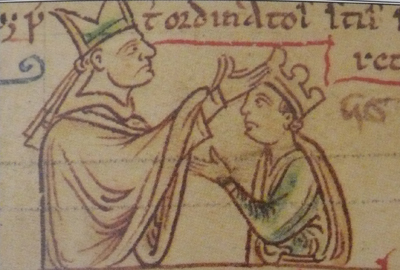
Zweite Krönung Heinrichs 1220. Buchmalerei aus dem 13. Jahrhundert

Eine große Ratsversammlung in Oxford im April 1220 bestätigte einen dreiköpfigen Regentschaftsrat, bestehend aus dem Legaten Pandulf als ersten Ratgeber und Führer des Königreichs, aus dem Justiciar Hubert de Burgh und aus Peter des Roches als Erzieher. Pandulf erlaubte jedoch dem Justiciar de Burgh faktisch die Führung der Regierung. Trotz der weiter angespannten königlichen Kassenlage wurde der nun zwölfjährige König am 17. Mai 1220 in Westminster Abbey, dem angestammten Krönungsort, in einer feierlichen Zeremonie durch Erzbischof Stephen Langton von Canterbury erneut gekrönt. Hierfür waren zahlreiche Reichsinsignien neu angefertigt worden. In den nächsten Jahren wurde teils durch Bestechung, teils durch Gewalt die Herrschaft der Regierung des Reiches wiederhergestellt, die durch den Krieg der Barone zerstört worden war. Im Juli 1221 legte Pandulf sein Amt nieder, und im Herbst des Jahres wurde des Roches Aufgabe als Erzieher für abgeschlossen erklärt. Er hatte fortan nur noch geringen Einfluss, so dass de Burgh alleiniger Machthaber wurde und in den nächsten drei Jahren seine Stellung ausbaute. Der Justiciar behandelte den jungen Heinrich weiterhin wie ein Kind und soll ihm sogar einmal mit einer Ohrfeige gedroht haben. Auf einer Ratsversammlung im Juni 1222 wurde ein großer Teil des königlichen Grundbesitzes, der während des Bürgerkriegs in die Hände verschiedener Barone gelangt war, wieder eingezogen, womit die königlichen Einkünfte fast verdoppelt wurden. Nach Weihnachten 1222 versprach de Burgh in Oxford, dass der König im Januar 1223 auf einer Ratsversammlung in Westminster die Charters anerkennen würde. In den nächsten Monaten kam es in Südwales zu einem Krieg, in dem der mit de Burgh verbündete William Marshal, der Sohn des verstorbenen Regenten, gegen den walisischen Fürsten Llywelyn ab Iorwerth große Teile von Südwestwales erobern konnte und damit dessen Vorherrschaft in Wales gefährdete. De Burgh brachte den König nach Wales, entsetzte am 23. September 1223 das von den Walisern belagerte Builth Castle und gründete Montgomery Castle. Dort unterwarf sich am 7. Oktober Llywelyn ab Iorwerth, womit der Frieden in den Welsh Marches wieder hergestellt wurde. Ende 1223 konnte de Burgh seinen Widersacher des Roches völlig vom Hof verdrängen. Erzbischof Langton vereinbarte am 10. Dezember 1223 in Westminster mit de Burgh, dass der König formal sein eigenes Siegel führen dürfe, und danach zwang de Burgh die verbliebenen Unterstützer des Roches’, die von ihnen gehaltenen königlichen Lehen und Burgen zu übergeben.

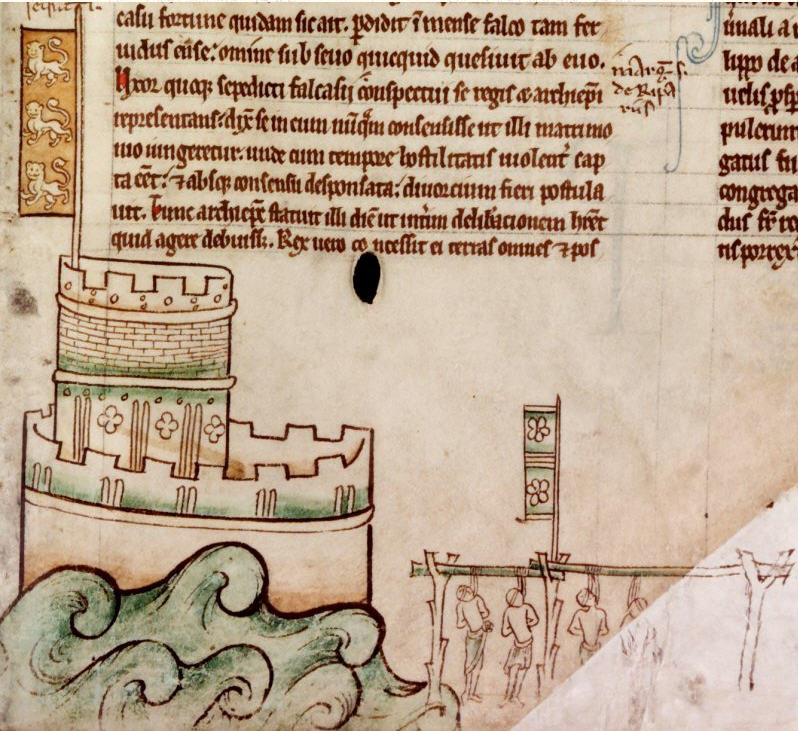
Bedford Castle und die hingerichtete Besatzung. Buchillustration aus dem 13. Jahrhundert

Trotz der breiten Anerkennung des minderjährigen Königs wehrten sich einige Barone gegen die Herausgabe der Burgen und Güter, die sie während des Bürgerkriegs erworben hatten. Während die Rebellion von William de Forz Anfang 1221 rasch niedergeschlagen werden konnte, konnte die Rebellion von Falkes de Bréauté, einem früheren Vertrauten König Johanns, erst nach heftigen Kämpfen niedergeschlagen werden. Das von Falkes’ Bruder William gehaltene Bedford Castle wurde erst nach achtwöchiger Belagerung am 15. August 1224 erobert. Der junge König war während der Eroberung anwesend und befahl, vermutlich beeinflusst von de Burgh, die Hinrichtung der gesamten, über 80 Mann starken Besatzung der Burg durch Hängen.

### Vorherrschaft Hubert de Burghs

#### Französisch-Englischer Krieg und endgültige Anerkennung der Magna Carta
Nachdem im März 1224 der 1214 geschlossene Waffenstillstand mit Frankreich ausgelaufen war, griff der französische König Ludwig VIII., der als Prinz Ludwig während des Ersten Kriegs der Barone den englischen Thron beansprucht hatte, im Mai 1224 die Besitzungen des englischen Königs in Südwestfrankreich an und eroberte bis August 1224 das Poitou und La Rochelle, anschließend besetzten französische Truppen weite Teile der Gascogne. De Burgh plante die Rückeroberung der verlorenen Gebiete, wozu ihm jedoch zunächst die finanziellen Mittel fehlten. Im Februar 1225 nutzte er Gerüchte über eine bevorstehende französische Invasion aus, in dem er den Fünfzehnten, eine Steuer in Höhe des 15. Teils des beweglichen Besitzes, erheben wollte. Die Barone verweigerten auf einer großen Ratsversammlung zunächst ihre Zustimmung zu dieser Steuer, bis der junge König im Februar 1225 die Magna Carta erneut bestätigte. Die Steuer brachte die enorme Summe von £ 40.000, was belegt, dass die Regierung ihre Autorität nach dem Krieg der Barone wiedererlangt hatte. Heinrich berief sich später mehrfach öffentlich auf die Magna Carta und ermahnte seine Barone, diese auch gegenüber ihren Vasallen anzuwenden. Die Magna Carta erlangte dadurch langfristig Gesetzeskraft und wurde zur Richtlinie der königlichen Herrschaft. Vor allem die Ritter und der niedere Adel beriefen sich auf die Magna Carta, was in der Folge wieder zu einer Aufwertung der königlichen Gerichtsbarkeit und damit der königlichen Autorität, aber auch zur Bildung eines Berufsrichtertums führte. 1255 befahl der König den Sheriffs, in allen Gerichtshöfen die Magna Carta anzuwenden und ihre Nichtbefolgung zu bestrafen. Gleichzeitig nutzten königliche Beamte und Richter Unstimmigkeiten und Doppeldeutigkeiten der Magna Carta aus, um sie zu umgehen. Dennoch war bei Heinrichs Tod klar, dass das schriftliche Gesetz auch für den König gilt.
Im März 1225 brachen Richard, der jüngere Bruder des Königs, und William Longespée, 3. Earl of Salisbury, mit einem Heer nach Bordeaux auf, von wo sie rasch weite Teile der Gascogne zurückerobern konnten. La Rochelle und das Poitou blieben jedoch in der Hand des französischen Königs. Nach dem Tod von König Ludwig VIII. im November 1226 war dessen Sohn und Nachfolger Ludwig IX. noch unmündig. Heinrich erneuerte nun seine Ansprüche auf die Normandie und das Anjou. Dorthin, in die Bretagne und ins Poitou sandte er Gesandte, um den dortigen Adel auf seine Seite zu ziehen und um die Gebiete zurückzugewinnen. Mit Peter Mauclerc, dem Herzog der Bretagne, war er bereits verbündet, dazu konnte er die Unterstützung von Hugo X. von Lusignan, dem zweiten Ehemann seiner Mutter, gewinnen. Im Frühjahr 1227 unterwarfen sich diese jedoch dem neuen französischen König, und Heinrichs Pläne waren gescheitert.
Am 8. Januar 1227 erklärte sich Heinrich auf einer Ratsversammlung in Oxford für volljährig. Dabei wurden auch die Besitzungen des Königs überprüft, was dazu führte, dass erneut umfangreicher Waldbesitz zurück an den König fiel oder wiederaufgeforstet wurde. Daraufhin kam es zu einer Revolte unter seinem Bruder Richard, der inzwischen zum Earl of Cornwall erhoben worden war. Er wurde von sieben weiteren Earls unterstützt und drohte seinem Bruder mit Bürgerkrieg, konnte jedoch mit Übertragung weiterer Besitzungen zufriedengestellt werden. Die Regierungsgewalt blieb hingegen zunächst völlig bei Hubert de Burgh, der zum Earl of Kent und am 27. April 1228 zum lebenslangen Justiciar ernannt wurde. Der König umgab sich jedoch zunehmend mit einem eigenen Haushalt, dem schließlich fast 70 Ritter angehörten. Verstärkt griff er nun selbst in die Regierung ein, was zeitweise zu Konflikten mit dem Justiciar führte. Dennoch konnte er sich noch lange nicht vollständig von dem für ihn vaterähnlichen de Burgh lösen.

#### Krieg in Wales und Frankreichfeldzug von 1230
Im August 1228 kam es in Wales zu neuen Kämpfen, als Llywelyn ab Iorwerth Montgomery Castle belagerte. Zum Entsatz der Burg erhob de Burgh ein Schildgeld in Höhe von zwei Mark pro Knight’s fee, und mit einem kleinen Aufgebot des Feudalheers marschierten de Burgh und Heinrich nach Wales. Vor der englischen Armee zogen sich die Waliser zurück, so dass die Engländer Montgomery Castle entsetzen konnten. Anschließend brannte de Burgh die nahe gelegene Zisterzienserabtei Ceri, die als Stützpunkt der Waliser gedient hatte, nieder. Anstelle des Klosters begann er mit dem Bau einer Burg, doch die nur unzureichend versorgten Engländer wurden von den Walisern auf der Baustelle überfallen, die die im Bau befindliche Burg zerstörten und den Marcher Lord William de Braose gefangen nahmen. Der König unternahm keine weiteren Vorstöße und musste nach drei Monaten einen schmachvollen Frieden mit dem walisischen Fürsten schließen. Braose blieb in der Gewalt der Waliser und musste selbst einen Frieden mit Llywelyn ab Iorwerth aushandeln.
Weihnachten 1228 erreichten Heinrich erneut Nachrichten von französischen Adligen, die ihn ermunterten, die Besitzungen seiner Familie in Frankreich zurückzuerobern. Hubert de Burgh konnte ihn zunächst davon abhalten, einen neuen Krieg mit Frankreich zu beginnen, doch gegen den Widerstand de Burghs brach Heinrich schließlich am 30. April 1230 zu einem Feldzug nach Frankreich auf. Von der Bretagne rückte er ins Anjou und weiter bis in die Gascogne vor, ohne dass es zu nennenswerten Kämpfen kam. Vor dem überlegenen Heer des französischen Königs musste er sich schließlich wieder in die Bretagne zurückziehen. Im Oktober kehrte er, ohne Erfolge erzielt zu haben, nach England zurück.

### Der Sturz Hubert de Burghs

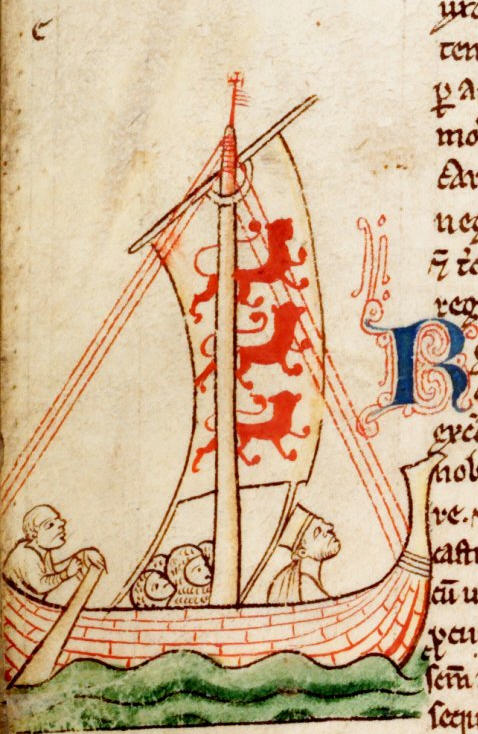
Heinrich III. segelt in die Bretagne. Illustration aus der Chronik von Matthew Paris aus dem 13. Jahrhundert

Da de Burgh sein Amt nutzte, um sich und seine Familie zu bereichern, hatte sein Ansehen bei den Baronen stark abgenommen, hinzu kamen seine erfolglose Politik in Wales und die Misserfolge in Frankreich. Nach seiner Rückkehr von dem erfolglosen Frankreichfeldzug begann Heinrich, selbst seine Briefe an den königlichen Kanzler Ralph Neville zu besiegeln und umging damit de Burgh. Dennoch konnte de Burgh zunächst weiter seine Vormachtstellung halten. Weihnachten 1230 verbrachte der König bei de Burgh in Lambeth, und der König bedachte ihn mit reichen Schenkungen wie der Verwaltung der Ländereien des verstorbenen Gilbert de Clare, 4. Earl of Hertford und der Vormundschaft über dessen minderjährigen Sohn Richard. Am 15. April 1231 starb Heinrichs Schwager William Marshal. Der König bedauerte dessen frühen Tod sehr, und am Hof kam es erneut zu Machtkämpfen, während Llywelyn ab Iorwerth den Tod des in Wales reich begüterten Marshal ausnutzte und neue Angriffe begann. De Burgh überzeugte den König, Williams jüngerem Bruder Richard das Erbe zu verweigern, da er wegen seiner Besitzungen in der Normandie ein Lehensmann des französischen Königs sei. Daraufhin drohte Richard Marshal dem König, unterstützt von Heinrichs Bruder Richard von Cornwall, eine Rebellion an. Heinrich zog im Herbst mit einem Heer nach Hereford, erreichte jedoch außer dem Neubau von Painscastle wenig. Im August erkannte er Marshal als Erben seines Bruders und als Earl of Pembroke an. Dann kehrte de Burghs erbitterter Gegner Peter des Roches als glorreicher Held von seinem Kreuzzug ins Heilige Land zurück. Zusammen mit seinen Gefolgsleuten wurde er vom König begrüßt und gewann allmählich wieder Einfluss auf den König. Ende Oktober 1231 wurde der König auf einer Ratsversammlung in Westminster von Richard Marshal und dem Herzog der Bretagne überredet, seine Pläne, Marjorie, die jüngste Schwester des schottischen Königs zu heiraten, zu ändern. Stattdessen sollte er Yolande, die Tochter des Herzogs der Bretagne heiraten, um somit bessere Möglichkeiten für einen erneuten Feldzug nach Frankreich zu haben. Erstmals seit 1224 verbrachte der König Weihnachten nicht mit Hubert de Burgh, sondern bei Peter des Roches in Winchester.
Im Januar 1232 begann der endgültige Sturz de Burghs, als des Roches zum Baron of the Exchequer ernannt wurde und finanzielle Reformen versprach. Diese ergaben zwar wenig, weckten jedoch hohe Erwartungen beim hoch verschuldeten König. Der fehlgeschlagene teure Frankreichfeldzug hatte seine angespannte Finanzlage offenbart, dazu kamen die Kosten für die Feldzüge nach Wales sowie laufende Hilfsgelder für seine Verbündeten in Frankreich. Dank de Burghs Rückgewinnung der Regierungsgewalt waren die jährlichen Einkünfte des Königs von nur £ 8000 im Jahr 1218 auf £ 24.000 im Jahr 1230 gestiegen, doch dies waren, selbst wenn man die Inflation außer Acht lässt, nur zwei Drittel der Einkünfte, über die König Johann zu Beginn des 13. Jahrhunderts verfügen konnte. Wegen der Zugeständnisse, die der König während des Bürgerkriegs und in der Magna Carta machen musste, hingen die Möglichkeiten des Königs weitgehend davon ab, während der großen Ratsversammlungen weitere Gelder bewilligt zu bekommen. Selbst seine verbliebenen Einkünfte standen ihm nicht vollständig zur Verfügung, da korrupte Vögte und Sheriffs ihre Einnahmen nur unvollständig an den Schatzkanzler weiterleiteten, dazu war königlicher Grundbesitz teilweise nur gegen geringe Pachtzahlungen vergeben worden. Der Versuch, diese Missstände zu beheben, beschäftigte den König während der 1230er und 1240er Jahre. Bis zur Mitte der 1240er Jahre wurden jedoch nur zeitweise Verbesserungen erreicht. Die Kürzung königlicher Zuwendungen, bedingt durch die Finanzreformen, führte zu politischen Spannungen. Nur eine lange Zeit des Friedens konnte die königlichen Finanzen sanieren. Diese finanzielle Begrenzung seiner Möglichkeiten missfiel dem König, der so seine politischen Ziele nur unvollständig umsetzen konnte. Dazu bedeutete seine angespannte Finanzlage eine ständige Schwäche seiner Herrschaft.
Am 7. März 1232 lehnten die Gegner de Burghs während einer Ratsversammlung in Winchester eine neue Steuer ab. Die geschwächte Regierung des Königs musste daraufhin Verhandlungen mit Llywelyn ab Iorwerth, dem Fürsten von Gwynedd, aufnehmen. Im Mai brachen de Burgh und der König in die Welsh Marches auf und erreichten am 19. Mai Worcester, wo sie in der Kathedrale der Umbettung der Leiche König Johanns in ein neues, prächtiges Grabmal beiwohnten. Am 23. Mai kam es zu einem ergebnislosen Treffen mit Fürst Llywelyn in Shrewsbury. Während ihrer Rückkehr erhielt des Roches Verwandter Peter de Rivallis von Heinrich lebenslang das Amt des Treasurer of the King’s Household, was Heinrichs Zerrissenheit verdeutlicht. Er unternahm eine Wallfahrt nach Bromholm in Norfolk, wo er am 2. Juli von de Burgh bewirtet wurde. Dabei bestätigte der König de Burgh und seinen Anhängern lebenslang ihre Ämter. Im Laufe des Monats wandte sich der König jedoch entschieden gegen de Burgh. Des Roches beschuldigte ihn, dass er einen Aufruhr gegen vom Papst eingesetzte italienische Geistliche in England geplant hätte. Der König befahl die Verhaftung von einigen Gefolgsleuten de Burghs, worauf es in Woodstock zu einem heftigen Streit zwischen dem König und de Burgh kam und der König ihn am 29. Juli als Justiciar entließ.

## 1232–1234: Die Herrschaft Peter des Roches’

### Die Bestrafung Hubert de Burghs
Zum neuen Justiciar ernannte Heinrich Stephen of Seagrave, doch im Regentschaftsrat wurde Peter des Roches die führende Figur, der für den König zu einer weiteren Vaterfigur wurde. Dessen Herrschaft bedeutete zwei Jahre voller politischen Spannungen. Zunächst teilte des Roches seine Macht mit Richard Marshal und den Stewards of the Household. De Burgh verlor nicht nur seine Ämter, sondern auch seine Besitzungen und floh ins Kirchenasyl. Vermutlich auf Wunsch des Königs sollte er sich im November vor den anderen Magnaten in London verantworten, wie es Artikel 39 der Magna Carta vorschrieb. Der König hatte dabei wohl auf die Nachsicht der Barone gehofft, doch diese erlegten mit großer Mehrheit de Burgh weitere hohe Strafen auf. Er wurde in Devizes in zeitlich unbefristete Haft genommen, sein Vermögen wurde beschlagnahmt, doch durfte er seinen Titel und seine von seinem Vater ererbten Güter behalten. Im September 1232 bewilligte eine Ratsversammlung in Lambeth eine neue Steuer, die als einzige während der Herrschaft Heinrichs ohne Bedingungen bewilligt wurde. Aufgrund der schlechten Ernte erbrachte sie jedoch nur £ 16.500.

### Die Tyrannei des Roches’
Des Roches übernahm rasch die Regierungskontrolle. Obwohl er ursprünglich die Finanzen reformieren wollte, herrschte er tyrannisch, verfolgte seine Gegner und bereicherte seine Anhänger mit Ämtern und königlichen Burgen. Ein Teil seiner Anhänger stammte wie er selbst aus Frankreich, und er bevorzugte großzügig die französischen Verbündeten. Dennoch unternahm er keine Anstalten, in Frankreich einzugreifen, sondern bereicherte vor allem sich selbst. Im Januar 1233 erlaubte Papst Gregor IX. dem König, verliehene Kronrechte wieder zurückzufordern. Dies nutzte Heinrich, um bei über 50 Anhängern de Burghs Schenkungen zu widerrufen. Die zurückerhaltenen Güter vergab er an Anhänger von des Roches. Diese Günstlingswirtschaft rief eine wachsende Opposition gegen die Herrschaft des Roches hervor.

### Die Rebellion Richard Marshals
Zuerst überwarf sich des Roches mit Richard Marshal, der die Benachteiligung von seinen Gefolgsleuten gegenüber den Anhängern von des Roches kritisierte. Im Februar 1233 zog er sich nach Wales und Irland zurück, und im August begann er eine offene Rebellion. Damit begann ein sechsmonatiger erbitterter Bürgerkrieg, der jedoch räumlich vor allem auf die Welsh Marches begrenzt blieb. Obwohl er als Engländer gegen die ausländischen Günstlinge kämpfte, gewann er nur die Sympathie der Chronisten und nicht die Unterstützung der anderen Magnaten, so dass er nie von mehr als 60 Rittern unterstützt wurde. Der König setzte ausländische Söldner gegen ihn ein und konnte zwischen dem 28. August und dem 8. September Hay, Ewyas und Usk Castle erobern. Trotz dieser Fortschritte bot der König dann Verhandlungen an und berief für den 2. Oktober eine Ratsversammlung nach Westminster. Die Versammlung verzögerte sich um eine Woche, da de Burgh erneut in ein Kirchenasyl flüchtete. Die Verhandlungen scheiterten schließlich, und aufgestachelt durch seine Verwandten setzte Marshal den Kampf fort. Er verbündete sich mit Llywelyn ab Iorwerth, während sein Gefolgsmann Richard Siward durch einen kühnen Überfall de Burgh aus Devizes befreite. Am 12. November brach der König unwillig erneut in die Welsh Marches auf. Bei Grosmont Castle erlitt er eine demütigende Niederlage, als sein Nachschub in die Hände der Rebellen fiel, und während des Winters ruhten die Kämpfe. Die Fortsetzung des Kampfes wurde nur durch den plötzlichen Rückzug Marshals nach Irland verhindert, während Fürst Llywelyn Verhandlungen anbot.
Die Situation war unentschieden, und dem König fehlten das Geld, um den Feldzug erfolgreich abzuschließen. Während der Ratsversammlung in Westminster am 2. Februar 1234 beschuldigte Edmund Rich, der neu gewählte Erzbischof von Canterbury, unterstützt von mehreren anderen Bischöfen die Regierung und forderte die Entfernung des Roches’ vom Hof. Als der Unmut der Barone über des Roches’ Regime zunahm, versprach der König, dem Rat der Bischöfe zu folgen, flüchtete jedoch zunächst auf eine Pilgerreise nach Ostengland, während der er schwer erkrankte. Am 8. März ermächtigte eine Ratsversammlung in Northampton die Bischöfe, mit Fürst Llywelyn zu verhandeln. Der wieder genesene König wohnte am 2. April der Einsetzung von Edmund Rich als neuen Erzbischof in Canterbury bei. Dabei saß des Roches als Bischof von Winchester neben ihm, doch die anderen Bischöfe setzten sich demonstrativ auf die gegenüberliegende Seite des Chorraums. Am 9. Mai drohte Erzbischof Edmund dem König mit Exkommunikation, wenn die Regierung nicht geändert würde. Daraufhin befahl der König des Roches, sich in sein Bistum zurückzuziehen, während Peter de Rivallis und andere Verwandte des Roches’ ihrer Ämter enthoben wurden. Den Rebellen wurden Zugeständnisse gemacht, während die widerrechtlichen Landvergaben von des Roches rückgängig gemacht wurden. Richard Marshal war jedoch im Kampf in Irland tödlich verwundet worden, was Heinrich tief betrauerte. Nach dem Sturz des Roches’ übernahm er nun selbst die Herrschaft.

## Die Herrschaft von 1234 bis 1258

### 1234–1242: Heirat und Erreichen einer stabilen Herrschaft
Heinrichs eigene Herrschaft begann erfolgreich und er errichtete eine während der nächsten 15 Jahre weitgehend stabile Herrschaft. Mit des Roches verlor auch Stephen of Seagrave sein Amt als Justiciar, das Heinrich in der Folgezeit nicht wieder besetzte. Er vertraute auf Gefolgsleute, die in die bisherigen Machtkämpfe nicht verwickelt waren, vor allem John Mansel, Robert Passelewe, Henry of Wingham, Bertram de Criol, William de Cantilupe, John of Lexinton, Paulinus Piper und Robert Waleran. Diese Männer und ihre Familien bildeten eine enge Gemeinschaft. Sie waren zwar Günstlinge des Königs, erreichten aber nicht die Position, die die Minister während der Minderjährigkeit des Königs innegehabt hatten. Auch eine neue Generation von Magnaten wurde in eine friedliche Mitbestimmung im Parlament mit eingebunden. Durch den Einfluss von Erzbischof Edmund Rich schloss der König auch mit Peter des Roches und Hubert de Burgh seinen Frieden, die vor ihrem Tod 1238 bzw. 1243 noch begnadigt wurden. Ihre Anhänger waren bis 1236 wieder in ihre Positionen eingesetzt worden. Da der König sich keinen weiteren Krieg leisten konnte, wurde im Juni 1234 durch Erzbischof Edmund ein zweijähriger Waffenstillstand mit Llywelyn ab Iorwerth geschlossen, der später bis zu dessen Tod 1240 verlängert wurde. Zum Schutz der Gascogne wurde im Januar 1235 ein weiterer Waffenstillstand mit dem König Theobald von Navarra geschlossen. Nachdem im November 1234 das Bündnis zwischen Heinrich und dem Herzog der Bretagne zerbrochen war, wurde im August 1235 ein vierjähriger Waffenstillstand mit dem französischen König Ludwig IX. vereinbart.
Im Mai 1235 heiratete Heinrichs Schwester Isabella Kaiser Friedrich II. Der König musste dafür eine Mitgift in Höhe von £ 20.000 aufbringen, gewann jedoch einen Verbündeten gegen den französischen König. Zu Beginn des Jahres hatte Heinrich eine Hochzeit mit Johanna von Dammartin, der Erbin der französischen Grafschaft Ponthieu geplant, doch der französische König konnte den Papst überzeugen, die Ehe wegen zu naher Verwandtschaft zu verbieten. Daraufhin wandte sich Heinrich an Raymond Berengar, den Grafen der Provence und hielt um die Hand dessen elfjähriger Tochter Eleonore an. Eleonore war keine reiche Heirat, und Heinrich musste schon befürchten, überhaupt keine Mitgift zu erhalten. Die schließlich vereinbarte Mitgift in Höhe von 10.000 Mark wurde nie vollständig gezahlt. Dafür brachte die Heirat hervorragende Verbindungen. Eleonores ältere Schwester Margarete hatte vor kurzem Ludwig IX. von Frankreich geheiratet, während die Familie ihrer Mutter, die Grafen von Savoyen, die westlichen Alpenübergänge beherrschte und deshalb in den Machtkämpfen zwischen dem Papst und dem Kaiser von beiden umworben wurden. Heinrich gewann durch die Heirat Einfluss auf die päpstliche Kurie und verbesserte wesentlich seine Beziehung zum französischen König, der nun sein Schwager war.
Am 14. Januar 1236 fand die Verlobung in Canterbury statt und am 20. Januar wurden Eleonore und Heinrich von Erzbischof Edmund in Westminster Abbey getraut. Ihre prächtige Krönung setzte für diese Zeremonie neue Maßstäbe. Die kluge und schöne Eleonore gewann rasch die Liebe Heinrichs. Durch ihren Einfluss konnte er sich weiter vom Einfluss seiner alten Minister und Ratgeber lösen, sie selbst hatte einen vermittelnden und versöhnenden Einfluss auf seine Politik. Ihr Onkel Wilhelm von Savoyen, der gewählte Bischof von Valence, hatte sie nach England begleitet, und Anfang April bildete Heinrich in Windsor einen Rat von zwölf Mitgliedern, dem Wilhelm vorstand. Heinrich versuchte nun seine Finanzen zu sanieren, weshalb Wilhelm versuchte, die Einkünfte aus dem königlichen Grundbesitz zu erhöhen. Er ernannte lokale Adlige anstatt Höflinge als Sheriff der Grafschaften, wodurch er tatsächlich die Einkünfte des Königs um zehn Prozent steigern konnte. Anders als Peter des Roches begünstigte Wilhelm von Savoyen auch keine Höflinge, sondern unterhielt Beziehungen zu allen Gruppierungen. Er unterstützte den Juristen und Verwaltungsreformer William Raleigh und unterhielt friedliche Beziehungen zu Schottland und Frankreich.
Heinrichs Bruder Richard von Cornwall fand sich mit der Heirat seines Bruders und dem damit drohenden Verlust seiner Thronfolge nicht ab. Während der nächsten beiden Jahre blieb er dem Hof fern und nahm im Juni 1236 das Kreuz. Er fand jedoch keine Unterstützung für seine Haltung, und während einer großen Ratsversammlung in Westminster im Januar 1237 wurde er von Wilhelm von Savoyen und von William Raleigh ausgespielt. Bei dieser Gelegenheit bestätigte der König erneut die Magna Carta, wofür ihm eine Steuer auf den 30. Teil der beweglichen Güter bewilligt wurde. Sie erbrachte etwa £ 22.500, sie blieb für die nächsten 30 Jahre die letzte größere Steuer, die dem König von den Parlamenten bewilligt wurde. Wilhelm von Savoyen war sich seiner Stellung so sicher, dass er von Februar bis April 1237 das Land verließ. Im Juni 1237 traf der neue päpstliche Legat Oddone di Tonengo in England ein, dem es gelang, Hubert de Burgh und Peter des Roches öffentlich miteinander zu versöhnen. Im September gab der schottische König Alexander II. im Vertrag von York seine alten Ansprüche auf die Grafschaften in Nordengland gegen andere Gebiete auf, die ihm £ 200 jährliche Einkünfte brachten. Wilhelm von Savoyens Bruder Thomas heiratete Johanna, die Gräfin von Flandern, so dass sich der Kreis Heinrichs Verbündeter vergrößerte.
Die Bestätigung der Charters 1237 war der Höhepunkt einer wichtigen Rechtsentwicklung. 1234 war die Common bench gegenüber dem Hofgericht gestärkt worden, 1236 wurde das Statute of Merton erlassen, das die Rechte von Witwen, den Zugang zur Allmende und die Zahlung von Schulden von Verstorbenen regelte. Die Initiative zu diesem Prozess kam jedoch nicht vom König, sondern von seinen Ministern und von den Richtern. Nach diesen Gesetzen gab es, abgesehen von einem Judengesetz 1253, bis 1258 kaum neue Gesetze. Im Gegensatz zu seinem Vater Johann Ohneland mischte sich Heinrich kaum in die Gerichtsverfahren ein und intervenierte nur selten zugunsten seiner Günstlinge. Dennoch kam es zu zahlreichen Beschwerden gegen die königliche Justiz, die zu komplex wurde, nicht erreichbar oder zu teuer gewesen sein soll. Vermögende Prozessbeteiligte waren bevorteilt, weil sich ärmere Beteiligte nicht die Kosten eines Verfahrens leisten konnten. Deshalb kam es in 1240er und 1250er Jahren zu Bestrebungen, das Amt des Justiciars wieder zu besetzen, um die Justiz besser überwachen zu können.
Wilhelm von Savoyen war wiederum nicht in England, als Simon de Montfort, ein aufstrebender Höfling, eine Affäre mit Eleanor, einer verwitweten Schwester des Königs begann. Heinrich wollte die Affäre vertuschen und plante für den 7. Januar 1238 eine geheime Heirat in seiner Privatkapelle im Palast von Westminster. Als Richard von Cornwall hiervon erfuhr, begann er, unterstützt von Eleanors Schwager Gilbert Marshal, 4. Earl of Pembroke und dem Earl of Winchester eine Rebellion. Sie beschuldigten Montfort und andere Höflinge und verurteilten die Heirat, weil die Magnaten nicht über diese Heirat beraten hätten, wie es eigentlich bei Heiraten von Angehörigen des Hochadels üblich war. Diese Argumentation fand zahlreiche Anhänger. Am 23. Februar 1238 traten die Rebellen in Stratford-le-Bow östlich von London bewaffnet dem König gegenüber, der sich bis zum 2. März in den Tower of London zurückzog. Wilhelm von Savoyen gelang es schließlich, die Krise zu entschärfen. Richard von Cornwall erhielt 16.000 Mark als Unterstützung für seinen Kreuzzug, was etwa der Hälfte der Einnahmen der letzten Steuer entsprach, und blieb danach dem König gegenüber loyal. Die wiederversöhnten Brüder Heinrich und Richard besuchten am 4. März 1238 ihre sterbende Schwester Johanna, Königin der Schotten, in Havering-atte-Bower.
Im Mai 1238 brach Wilhelm von Savoyen zur Unterstützung Kaiser Friedrichs II. nach Italien auf, wo er im folgenden Jahr starb. Im Juni 1238 versuchte Heinrich noch, ihn als Nachfolger Peter des Roches’ zum Bischof von Winchester wählen zu lassen, doch da er seinen Rat nicht befragt hatte, scheiterte die Wahl. Die Mönche hatten zuerst William Raleigh befürwortet. Nach der Intervention des Königs wählten sie schließlich den Lordkanzler Ralph de Neville. Der aufgebrachte König wandte sich an den Papst und enthob de Neville am 28. August seines Amtes. Heinrich gab schließlich rasch nach und setzte de Neville wieder als Lordkanzler ein, der das Amt dann bis zu seinem Tod 1244 bekleidete. Kurz darauf, in der Nacht vom 9. September 1238, entkam der König im Woodstock Palace knapp einem Attentat, das ein geistesgestörter Beamter, der mit William de Marisco und den Piraten von Lundy verbündet war, auf ihn verübt hatte.
Im November nahm Heinrich in Kenilworth an der Taufe von Eleanors und Simon de Montforts Sohn Henry teil. Montfort stand damit wieder in der Gunst des Königs und wurde im Februar 1239 von Heinrich zum Earl of Leicester erhoben. Im April 1239 gab William Raleigh sein Amt als oberster Richter auf, als er Bischof von Norwich wurde, worauf in den nächsten Jahren die königlichen Besitzungen und Güter weniger hart besteuert wurden. Die königlichen Finanzen waren weitgehend saniert und blieben es in den nächsten Jahren. Der König bezog seine Einkünfte aus feudalen Abgaben seiner Vasallen, aus der Steuer der Tallage und aus Gerichtsgebühren. Dazu erhielt er die Einkünfte aus vakanten Bistümern, besonders aus dem von 1240 bis 1244 vakanten Bistum Winchester, aber auch von Canterbury und London. Die königlichen Beamten setzten ihre Ansprüche, besonders bei den Waldrechten, häufig bis zum Äußersten durch. Daneben besteuerte der König vor allem in den 1240er Jahren die Juden äußerst hoch.
Am 17. Juni 1239 wurde ihm endlich in Westminster ein Sohn geboren, der drei Tage später vom päpstlichen Legaten Oddone in Westminster Abbey getauft wurde. Seinen Namen enthielt er, entgegen der angevinischen Tradition, nach Eduard dem Bekenner, dem Lieblingsheiligen des Königs, seine Taufpaten waren Richard von Cornwall und Simon de Montfort. Die Geburt eines Thronfolgers festigte Eleonores Einfluss auf den König. Der König zerstritt sich dagegen bei der Aussegnung Eleonores mit Simon de Montfort, der daraufhin mit seiner Frau ins Exil ging. Im April 1240 söhnten sie sich wieder aus, doch der Einfluss de Montforts auf den König und ihr Verhältnis war nicht mehr wie bisher. 1240 profitierte der König vom Tod von Fürst Llywelyn ab Iorwerth, nach dem es in Gwynedd zu einem Erbstreit zwischen dessen Söhnen kam. Der König unterstützte dabei Dafydd, der ein Neffe von ihm war, gegen dessen Halbbruder Gruffydd. In einer theatralischen Zeremonie schlug er am 15. Mai 1240 Dafydd in Gloucester zum Ritter, anschließend leistete ihm Dafydd Hommage. Am 10. Juni verabschiedete er zusammen mit Legaten in Dover Richard von Cornwall, der zu seinem Kreuzzug aufbrach. Die Königin brachte Heinrich zu einer Versöhnung mit Simon de Montfort, bevor dieser ebenfalls zum Kreuzzug aufbrach. Am 29. September 1240 wurde Margarete, das zweite Kind des Königs geboren, die vermutlich nach Eleonores Schwester, der Königin von Frankreich, benannt wurde.
Weihnachten 1240 verbrachte der König zusammen mit Legat Oddone in Westminster, bevor dieser im Januar 1241 England verließ. Nach der Abreise des Legaten gewann Eleonores Familie aus Savoyen und der Provence weiteren Einfluss. Ein weiterer Onkel von ihr, Peter von Savoyen, kam nach England und wurde am 5. Januar 1241 in Westminster Abbey feierlich zum Ritter geschlagen. Er erreichte bald eine dominierende Stellung im königlichen Rat, in dem er sich für eine weitere gemäßigte Politik einsetzte. Im April 1241 erhob ihn der König zum Earl of Richmond. Im Februar 1241 war ein weiterer Onkel der Königin, Bonifatius, zum neuen Erzbischof von Canterbury gewählt worden. Am 7. Januar 1242 kehrte Richard von Cornwall von seinem Kreuzzug zurück und wurde in Dover von Heinrich und Eleonore begrüßt. Am 28. Januar zog er feierlich in London ein, das ihm zu Ehren geschmückt worden war. Die Höflinge befürchteten angesichts der Begünstigungen der Ausländer neue Spannungen zwischen Heinrich und Richard, doch Peter von Savoyen gewann rasch Richards Gunst.

### Der Saintonge-Krieg von 1242 bis 1243

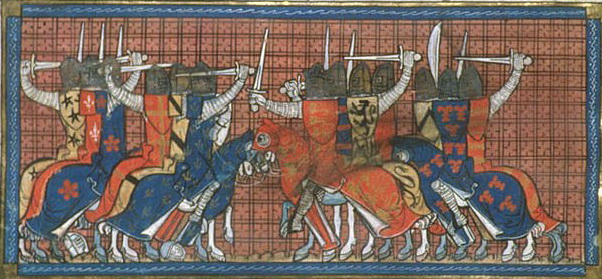
Kampf zwischen Heinrich III. und Ludwig IX. Buchmalerei aus dem 14. Jahrhundert

Heinrich hoffte trotz des Fehlschlags von 1230 weiterhin, die von seinem Vater verlorenen Gebiete in Frankreich zurückerobern zu können. Im August 1241 hatte er eine Rebellion von Dafydd ap Llywelyn in Wales in einem unblutigen, nur 14-tägigen Feldzug niederschlagen können, wobei er von abtrünnigen walisische Fürsten und durch ungewöhnlich gutes Wetter unterstützt wurde. Fürst Dafydd musste einem Frieden zustimmen, für den er seinen Bruder Gruffydd und dessen Sohn Owain als Geiseln stellte. Als der französische König Ludwig IX. 1241 seinen Bruder Alfons zum Grafen von Poitou ernannte, plante Heinrich angesichts dieser Provokation sofort einen Gegenschlag. Der Feldzug von 1242, der sogenannte Saintonge-Krieg, wurde jedoch überstürzt und voreilig begonnen und endete als Fehlschlag. In der Schlacht bei Taillebourg konnte Heinrich nur knapp einer Gefangennahme durch die überlegenen französischen Truppen entkommen. Er musste sich nach Bordeaux zurückziehen und am 5. April 1243 den Waffenstillstand mit Frankreich für fünf Jahre erneuern. Seine französischen Verbündeten, darunter Hugo X. von Lusignan, der zweite Ehemann seiner Mutter, mussten sich dem französischen König wieder unterwerfen. In einem Brief an Kaiser Friedrich II. machte Heinrich Anfang 1243 die Untreue der Poiteviner für seine Niederlage verantwortlich, doch waren eher seine unzureichende Vorbereitung, seine knappe Kriegskasse, seine eigene Führungsschwäche und seine Inaktivität dafür verantwortlich, dass seine Verbündeten das Vertrauen in ihn verloren hatten. Ohne zusätzliche Besteuerung, die durch das Parlament bewilligt werden musste, verfügte er zu dieser Zeit nur über Einkünfte, die etwa £ 40.000 im Jahr betrugen. Dies war gegenüber den umgerechnet £ 70.000, über die der französische König verfügen konnte, zu gering, um einen erfolgreichen Feldzug gegen ihn zu führen.
Heinrich blieb auch nach der Niederlage von Taillebourg und dem Abschluss des Waffenstillstands in Südwestfrankreich, da seine Frau am 25. Juni 1242 in Bordeaux Mutter einer Tochter geworden war, die sie nach Heinrichs Schwiegermutter Beatrix benannten. Diese, Beatrix von Savoyen, besuchte sie im Mai 1243. Im August 1243 übergab Heinrich seiner Frau eine reiche Morgengabe. Er war noch weiter von Eleonore abhängig geworden, die ihre Landsleute aus der Provence und Savoyen begünstigte. Mit seinem Bruder Richard von Cornwall geriet Heinrich wieder in Streit. Heinrich hatte vermutlich aus Dank dafür, dass Richard ihn in Taillebourg vor der Gefangennahme gerettet hatte, die Verwaltung der Gascogne an Richard übergeben. Auf Anraten seiner Frau, die die Gascogne ihrem ältesten Sohn überlassen wollte, widerrief er diese Entscheidung einige Wochen später. Daraufhin kehrte Richard von Cornwall im September 1242 vorzeitig nach England zurück.
Angesichts der wenigen Kämpfe waren die Kosten des fehlgeschlagenen Feldzugs relativ niedrig geblieben. Insgesamt hatte er König für den Krieg etwa £ 80.000 ausgegeben, wofür er etwa £ 15.000 Schulden aufnehmen musste. Dennoch hielt er weiter hartnäckig an seinen Ansprüchen auf die Normandie und das Poitou fest. Am 9. Oktober 1243 erreichte er Portsmouth in England.

### Die Folgen des fehlgeschlagenen Feldzugs
Durch aufwändige Zeremonien festigte der König sein angeschlagenes Image. Vier Tage nach seiner Rückkehr aus dem Poitou zog er am 13. Oktober in einer feierlichen Prozession in Westminster ein. Am 18. Oktober trafen seine Schwiegermutter Beatrix von Savoyen und deren Tochter Sancha in Westminster ein. Am 23. November fand die prächtige Hochzeit von Sancha und Richard von Cornwall in Westminster Abbey statt. Zur Feier des Tages überreichte der König der Abtei ein golddurchwirktes Banner, in dem sein Wappen und das der Grafen von Provence miteinander verwoben waren. Heinrich übergab seinem Bruder zur Hochzeit wertvolle Geschenke und versprach ihm Besitzungen, durch die er £ 500 jährliche Einkünfte haben sollte. Da die Königin auf die Ansprüche ihres Sohnes Eduard in der Gascogne achtete, wandten sich Richards Interessen Irland zu. Beatrix von Savoyen gelang es schließlich, Heinrich mit Simon de Montfort und seiner Frau zu versöhnen. Der König bewilligte ihnen jährlich 500 Mark, dazu übergab er Kenilworth Castle an Montfort. Beatrix von Savoyen blieb bis Anfang 1244 in England. Der König schenkte ihr einen mächtigen edelsteingeschmückten Adler und ordnete an, dass bei ihrer Rückreise ihr zu Ehren alle Kirchen zwischen London und Dover beleuchtet wurden.
Dennoch bedrückte der fehlgeschlagene Feldzug den König so, dass er in den nächsten Jahren größeren Konfrontationen vermied. Seine Frau, deren Verwandten und seine Minister wie John Mansel gewannen weiter Einfluss auf ihn. Trotz des Fehlschlags in Südwestfrankreich war es in England zu keiner Revolte gekommen, wie sie noch Johann Ohneland nach seiner Niederlage 1214 erleben musste. Die meisten der englischen Magnaten unterstützte Heinrich trotz seiner Niederlage. Zu seinen Baronen unterhielt der König bewusst gute Beziehungen. Er bewirtete sie großzügig und beschenkte sie reichlich, dazu trieb er nur nachsichtig von ihnen die der Krone zustehenden Gebühren ein. Obwohl seine Richter gelegentlich die Privilegien der Barone überprüften, unternahm Heinrich keine Anstalten, diese Rechte einzuschränken, sondern erweiterte sie gelegentlich sogar. Seine Einigkeit mit seinem Adel demonstrierte er durch seine Bauten wie Westminster Abbey und Dublin Castle, wobei er Abordnungen des Adels mit einband. Kritik an seiner Herrschaft kam nur von Kaufleuten, dem niederen Adel und der niederen Geistlichkeit, die nicht an der Regierung beteiligt waren. Von Zeit zu Zeit kümmerte sich der König um ihre Klagen, doch solange der Hochadel auf seiner Seite stand, beherrschte der König die Situation.
An der Nordgrenze des Reiches gab es Spannungen mit Schottland, dessen König Alexander II. nach dem Tod von Heinrichs Schwester Johanna 1239 die französische Adlige Marie de Coucy geheiratet hatte. In der Folge versuchte er, seine enge Bindung an England zu lösen. Aus Furcht vor einem schottisch-französischen Bündnis stellte Heinrich im Sommer 1244 ein hauptsächlich aus ausländischen Söldnern bestehendes Heer auf, um einen Feldzug nach Schottland zu unternehmen. Die englischen Barone lehnten einen Krieg mit Schottland jedoch ab, und schließlich konnte Heinrich überzeugt werden, dass der schottische König kein Bündnis mit Frankreich plante. Im am 14. August 1244 besiegelten Vertrag von Newcastle wurde der Frieden mit Schottland erneuert. Am 15. August 1244 stimmte Alexander II. zu, dass sein dreijähriger Sohn und Erbe Alexander Margarete, die ebenfalls dreijährige Tochter von Heinrich heiraten sollte.
Durch den Konflikt mit Schottland waren die Finanzen des Königs erneut angespannt worden. Die Versuche des Königs, Gelder zu erheben, riefen Widerstand hervor, und im November 1244 musste er sich während des Parlaments von Magnaten und der Geistlichkeit im Refektorium von Westminster Abbey kritisieren lassen. Der König selbst bat das Parlament um eine größere Geldbewilligung, wobei er unklugerweise als Grund seine Schulden aus dem Feldzug ins Poitou angab. Daraufhin wählte das Parlament ein zwölfköpfiges Komitee, dem hauptsächlich Höflinge angehörten, um eine Antwort auf diese Bitte zu verfassen. Schließlich verlangten sie ähnlich wie 1237 ein mildes Zugeständnis für ihr Einverständnis für eine neue Besteuerung. Auf ihren Ratschlag sollte der König wieder einen Lordkanzler und einen Justiciar ernennen, die die Alltagsgeschäfte des Königs führen sollten. Heinrich, der sich nicht zwingen lassen wolle, lehnte dies ab, und auch die weiteren Verhandlungen mit dem Parlament blieben erfolglos. Der König versuchte daraufhin vergeblich, nur eine Besteuerung der Geistlichkeit durchzusetzen. Letztlich rettete ihn der enorme Ertrag der Besteuerung der Juden, die ihm über 40.000 Mark bis 1249 einbrachte. Als das Parlament im Februar 1245 in London erneut zusammentrat, konnte der König mit dem Adel einen Kompromiss erzielen. Durch die Geburt seines zweiten Sohnes Edmund, der nach dem ostenglischen Heiligen Edmund benannt wurde, hatte er weitere Sympathien gewonnen. Das Parlament bewilligte dem König schließlich Geld für die Heirat seiner ältesten Tochter Margaret mit dem schottischen Thronfolger, während der König wieder die Magna Carta bestätigte. Dazu wurde eine Steuer, allerdings mit einem niedrigen Satz, bewilligt, die dennoch zur Begleichung der Schulden des Königs ausreichte. Heinrich selbst wies einen Versuch des Papstes, die englischen Geistlichen zu besteuern, zurück.

### Krieg in Wales und Einflussnahme in Italien
Seit Sommer 1244 begehrte ein Bündnis der walisischen Fürsten unter Fürst Dafydd ap Llywelyn wieder gegen die englische Oberhoheit auf und unternahm Angriffe auf englische Besitzungen. Im März 1245 unternahm der König noch eine Wallfahrt nach St Albans und Bromholm, doch der andauernde Krieg in Wales zwang Heinrich schließlich, im Juni 1245 sein Feudalheer für einen Feldzug nach Wales aufzubieten. Am 13. August traf er in Chester ein, doch erst eine Woche später brach er mit seinen Truppen auf und erreichte erst Ende August den River Conwy. Dort lagerte er zwei Monate lang. Während dieser Zeit erneuerte er Deganwy Castle, während die knapper werdende Verpflegung und walisische Überfälle sein Heer demoralisierten. Auf ihre Angst reagierten die Soldaten mit brutalen Übergriffen, so dass sich der König bis Ende Oktober wieder nach Cheshire zurückzog, ohne viel erreicht zu haben. Durch den plötzlichen Tod von Fürst Dafydd im Frühjahr 1246 konnte Heinrich den Krieg doch noch für sich entscheiden.
Im Januar 1246 akzeptierte Heinrich auf Vorschlag seines Schwagers Graf Amadeus von Savoyen dessen Hommage für die wichtigsten seiner Burgen und Alpenübergänge, im Gegenzug zahlte er ihm einmalig 1000 Mark sowie eine jährliche Pension in Höhe von 200 Mark. Heinrich erhoffte sich dadurch, Einfluss auf die Erbfolge in der Provence zu erhalten, da sein Schwiegervater Graf Raimund Berengar keine überlebenden Söhne hatte. Da Heinrich eine Exkommunikation durch den Papst, der bereits kurz zuvor Kaiser Friedrich II. exkommuniziert hatte, fürchtete, stimmte er trotz des Missfallens des Parlaments der Besteuerung der englischen Geistlichkeit durch den Papst zu. Papst Innozenz IV. hatte sich dazu dem französischen König angenähert, der die Provence besetzen wollte, da dessen jüngerer Bruder Karl von Anjou ebenfalls mit einer Tochter des Grafen von Provence verheiratet war.
Weihnachten 1246 verbrachte der König in Winchester bei Bischof William Raleigh, der nun wieder in seiner Gunst stand. Im April 1247 beschloss das Parlament in Oxford eine Münzreform, die Irland und Wales mit einschloss und die die königlichen Finanzen verbesserte. Der König beauftragte seinen Bruder Richard von Cornwall mit der Umsetzung dieser Aufgabe. Dazu konnte er den Krieg in Wales siegreich abschließen. Die walisischen Fürsten, geschwächt durch innere Streitigkeiten und durch ein Handelsembargo mit England, unterwarfen sich ihm nach und nach. Im am 30. April 1247 mit den Erben von Fürst Dafydd ap Llywelyn geschlossenen Vertrag von Woodstock konnte Heinrich die bisherige Vormacht von Gwynedd in Wales zerschlagen und wurde selbst als Oberherr der walisischen Fürsten anerkannt. Dazu fiel Cheshire im Nordosten der Welsh Marches an die Krone.

### Die Lusignans in England
Seinen größten Erfolg in diesem Jahr hatte er mit seiner Familie. Im Mai verheiratete er Edmund de Lacy, 2. Earl of Lincoln, sowie Richard, der älteste Sohn von Richard de Burgh of Connaught, die beide königliche Mündel waren, mit zwei Verwandten von Königin Eleonore. Kurz darauf empfing er vier seiner Halbbrüder und eine Halbschwester, Kinder aus der zweiten Ehe seiner im Vorjahr verstorbenen Mutter, in Westminster. Er hatte sie eingeladen, und drei von ihnen blieben in England: Aymer de Lusignan studierte in Oxford und wurde 1250 zum Bischof von Winchester gewählt, William de Valence heiratete Joan de Munchensi, eine Erbin der Familie Marshal, und erhielt damit Pembroke und umfangreiche Besitzungen in den Welsh Marches, und seine Halbschwester Alice heiratete John de Warenne, 6. Earl of Surrey, der ebenfalls noch minderjährig und ein Mündel des Königs war. Diese Verbindung mit der Familie Lusignan stärkte dazu Heinrichs Position in der Gascogne. Den Lusignans waren etwa 100 weitere Gefolgsleute aus dem Poitou nach England gefolgt, nach ihrer Herkunft wurden sie Poitevins genannt. Nicht alle blieben dauerhaft in England, doch sie traten in Wettstreit mit den bis zu 200 Savoyarden und den anderen Fraktionen am Hof um den Einfluss auf den König und den jungen Thronfolger Eduard.
Am 13. Oktober 1247, dem Festtag von Eduard dem Bekenner, überführte Heinrich in einer feierlichen Prozession eine Blutreliquie von Jesus Christus, die er von den Fürsten von Outremer erhalten hatte, von der St Paul’s Cathedral in die Westminster Abbey, wobei alle geistlichen und weltlichen Magnaten zugegen waren. Er schenkte die Reliquie der Abtei, und die Bischöfe von Norwich und Lincoln führten in ihrer Predigt aus, dass diese Reliquie höherwertiger als die Kreuzreliquie des französischen Königs sei. Nach dieser Zeremonie erteilte der König in Westminster Hall zahlreichen jungen Männern, darunter William de Valence und anderen Poitevins, den Ritterschlag.

### Fortführung des Konflikts mit Frankreich und knappe Finanzen
Trotz der Niederlage im Saintonge-Krieg hielt Heinrich weiter an seinem Anspruch auf die von seinem Vater verlorenen französischen Besitzungen fest, doch war seine Politik Frankreich gegenüber schwankend. Zum einen wünschte er am Kreuzzug des französischen Königs teilzunehmen, weshalb er begann, einen Goldschatz für die Finanzierung des Kreuzzugs anzusammeln. Vom Papst erhielt er die Erlaubnis, ein Kontingent unter Führung von Guy de Lusignan am Kreuzzug teilnehmen zu lassen, doch Ludwig IX. erhob dagegen Einspruch. Andererseits plante Heinrich, die Abwesenheit Ludwigs auszunutzen, um seine beanspruchten Gebiete in Frankreich zurückzuerobern. Im Februar 1248 scheiterte sein Versuch, vom Parlament eine neue Steuer bewilligt zu bekommen. Stattdessen beschwerten sich viele Kaufleute und Geistliche über die hohe Abgabenlast, hinzu kamen wieder die Forderung, die Inhaber der drei höchsten Staatsämter gewählt werden sollen. Heinrich vertagte das Parlament, doch die Beschwerden und Forderungen wurden bei den Parlamenten im Juli in Westminster und im Januar und April nächsten Jahres erneut erhoben.
Die Berater des Königs hofften, ein kleinerer Feldzug in die Gascogne würde die Forderungen im Parlament verdrängen. Nach einer Pilgerreise nach Walsingham und Bromholm schaffte es der König im Mai 1248, Simon de Montfort zu überreden, seinen geplanten Kreuzzug zu verschieben und stattdessen das Amt des Lieutenants der Gascogne anzutreten, die von Alfons von Poitiers und König Theobald von Navarra bedroht wurde. Die Königin unterstützte Montforts Ernennung, und im August brach dieser mit einer kleinen Armee nach Südfrankreich auf. Für diesen Feldzug reichten die vorhandenen Mittel des Königs nicht aus, weshalb Teile der Judensteuer verwendet wurden sowie weitere Kredite von Richard von Cornwall in Anspruch genommen werden mussten. Sogar ein Teil des königlichen Tafelsilbers musste verkauft werden. Montfort hatte mit seiner Streitmacht beachtlichen Erfolg, doch für die weitere Finanzierung seiner Armee versuchte der König im Dezember, von den wichtigsten Äbten Englands Kredite zu erhalten, dazu hielt er seine Sheriffs und die königlichen Vögte an, möglichst hohe Einnahmen zu erzielen. Dieser finanzielle Druck machte den König auf Dauer bei der Bevölkerung unbeliebt.
Ab diesem Zeitpunkt wurde die Einhaltung der Magna Carta für den König zunehmend schwieriger. Die Weigerung des Königs, seine Magnaten stärker zu belasten, belastete die Kaufleute und den niederen Adel. Der König ließ die Forstgesetze streng anwenden, und die Sheriffs, die oft nicht aus der Region stammten, in der sie ihr Amt ausübten, versuchten, neue Gebühren zu erheben oder die alten zu erhöhen. Zahlreiche Kaufleute beklagten sich, dass sie Güter an den königlichen Haushalt und seine Regierung liefern mussten, ohne dafür bezahlt zu werden. Die Sheriffs trieben teils die drei- bis vierfache Summe von dem ein, was noch in den 1230er Jahren üblich war. Dabei gab es regional große Unterschiede. In manchen Grafschaften waren die Beamten wesentlich nachsichtiger als in benachbarten Regionen, während beispielsweise Alan de la Zouche im erst kurz zuvor eroberten Nordostwales mehr als doppelt so viel an Gebühren eintrieb wie seine Vorgänger. Hinzu war die Korruption bei den Beamten weit verbreitet. Der König selbst verkaufte Hunderte von Befreiungen von Steuern und Lasten in dieser Zeit, was dazu führte, dass die Belastungen auch sozial sehr ungleich verteilt wurden. Der König ignorierte jedoch die Unzufriedenheit und die Spannungen und hielt unverzagt an seinem privaten Glauben fest. Auf Rat der Königin und von Peter von Savoyen übertrug er im September 1249 die Gascogne an den Thronfolger Eduard, und zwei Monate später war er sich seiner Stellung in Südwestfrankreich so sicher, dass er den Rebellen Gaston de Béarn begnadigte.

### Kreuzzugspläne und Krise in der Gascogne
Die Niederlage von Ludwig IX. bei al-Mansura im Februar 1250 regte Heinrich an, angespornt von seinem scheinbaren Erfolg in der Gascogne, in einer großen öffentlichen Zeremonie unter Leitung des Erzbischofs von Canterbury am 6. März in Westminster das Kreuz zu nehmen. Nach seinen Plänen sollte die Königin, die diesen Plan unterstützte, sowie die meisten Höflinge ihn begleiten. Nach dem Vorbild von Ludwig IX. verringerte er die Ausgaben für seinen Hofstaat und überprüfte stärker die Einkünfte aus seinem Grundbesitz. Der Papst bewilligte dem König für drei Jahre einen Kreuzzugzehnten auf die Einkünfte der englischen Geistlichen, und der König begann erneut mit der Ansammlung eines Schatzes zur Finanzierung des Kreuzzugs. Er verbot seinen Baronen, selbst seinem Halbbruder William de Valence, auf eigene Initiative einen Kreuzzug zu unternehmen. Selbst seine Hofkünstler mussten sich dem Kreuzzugthema annehmen, in seinen Palästen in Winchester, Clarendon und Westminster wurden Antioch Chambers eingerichtet. Nachdem er die Gründung von Hailes Abbey in Gloucestershire durch seinen Bruder Richard von Cornwall im November 1251 bestätigt hatte, verbrachte der König Weihnachten in York, wo er als weitere Vorbereitung für den Kreuzzug sein Bündnis mit Schottland erneuerte. Der neue schottische König Alexander III. wurde in einer prächtigen Zeremonie mit Heinrichs ältesten Tochter Margarete verheiratet. Heinrich schlug Alexander zum Ritter, der ihm gemäß dem Vertrag von 1237 für seine englischen Besitzungen Hommage leistete.
In York erreichten den König Nachrichten von einem Aufstand gegen die strenge Herrschaft Montforts in der Gascogne. Heinrich untersagte dem in York anwesenden Montfort die Rückkehr nach Südwestfrankreich, und nur dank der Königin, die sich für die Interessen ihres ältesten Sohnes in Südwestfrankreich einsetzte, wurde ein offener Streit verhindert. Als Heinrich jedoch Gesandte zur Untersuchung von Montforts Herrschaft in die Gascogne schickte, hagelte es dort Beschwerden. Auf Ratschlag von Peter von Savoyen nahm er am 28. April 1252 die Übertragung der Gascogne an seinen Sohn zurück, um die Opposition in der Gascogne zu beruhigen, während Montfort sich von Mai bis Juni den Vorwürfen von führenden Adligen aus der Gascogne im Parlament stellen musste. Heinrich stellte sich auf die Seite der Gascogner, so dass es zu einigen scharfen Wortwechseln zwischen ihm und Montfort kam. Montfort warf Heinrich die Untergrabung seiner Amtsgewalt vor, und nur durch die Unterstützung der Königin, von Richard von Cornwall und anderer mächtigen Magnaten entging er einer Verurteilung. Dennoch weigerte er sich, sein Amt als Lieutenant der Gascogne niederzulegen. Um eine weitere Rebellion zu vermeiden, kündigte Heinrich am 13. Juni 1252 an, vor Februar 1253 selbst in die Gascogne zu reisen. Zunächst wollte er schon im Oktober nach Frankreich aufbrechen, doch bis zu diesem Zeitpunkt hatte er seine Vorkehrungen für seine Abwesenheit in England noch nicht abgeschlossen. Montfort dagegen war bereits wieder in die Gascogne zurückgekehrt, worauf es dort zu neuen Unruhen kam. Heinrich war gezwungen, ihn im Oktober zu entlassen und ihn schließlich durch die Zahlung einer hohen Summe aus seinem Vertrag herauszukaufen.
Unglücklicherweise eskalierte die Rebellion in der Gascogne weiter, als Gaston de Béarn trotz seiner jüngsten Begnadigung Alfons X. von Kastilien ermunterte, seine alten Ansprüche auf die Gascogne wieder aufzunehmen. Heinrich hatte versäumt, im Oktober das Parlament um eine Steuer zu bitten, so dass er einen Aufschub benötigte. Der von Bischof Robert Grosseteste geführte Klerus wehrte sich gegen den päpstlichen Kreuzzugzehnten, da er nach ihrer Ansicht nach falschen Zahlen berechnet wurde, und die Laien verweigerten eine Besteuerung, wenn der Klerus nicht ebenfalls besteuert wurde. Zur Finanzierung der Expedition verwendete Heinrich deshalb auch seine £ 20.000 umfassenden Ersparnisse, die eigentlich für den Kreuzzug gedacht waren. Dazu gab es Verwirrungen über die Ziele der Frankreichreise des Königs. Heinrich hoffte insgeheim auf einen einfachen Erfolg, die angevinischen Besitzungen zurückzugewinnen, solange Frankreich durch die Gefangennahme von Ludwig IX. geschwächt war. Im Juni 1252 schrieb Heinrich einen unhöflichen Brief nach Akkon zu Ludwig IX., in dem er anbot, früher als 1256 zu seinem Kreuzzug aufzubrechen, wenn Ludwig ihm die Länder des angevinischen Reiches zurückgab.
Nun bekam Heinrich jedoch ernste politische Probleme in England. Frustriert über die Entwicklung in der Gascogne, stritt er sich erstmals seit 1236 öffentlich mit seiner Frau, die mit Montfort sympathisierte. Ihre Differenzen belasteten sie noch das ganze Jahr. Nachdem sein Halbbruder Gottfried de Lusignan im Februar in der Gascogne interveniert hatte und einen Waffenstillstand verhandelt hatte, baute Heinrich auf die militärische Macht seiner Halbbrüder. Der politische Einfluss der Lusignans wuchs an, doch ihre Überheblichkeit machte sie unbeliebt. Am 3. November 1252 unternahm Gottfried sogar im Vertrauen auf die militärische Unterstützung des englischen Königs einen Überfall auf die Paläste von Eleanors Onkel Erzbischof Bonifatius von Canterbury. Aus den Spannungen wurde dadurch eine ernste Krise, die an die Krise 20 Jahre zuvor erinnerte. Der Königshof spaltete sich in einzelne Lager, und vier Earls waren kurz davor, in den bewaffneten Konflikt verwickelt zu werden. Unter diesen Umständen legten Heinrich und Eleanore ihren Streit bei und konnten durch Vermittlung der Bischöfe im Januar 1253 die einzelnen Lager befrieden. Im Frühjahr wurde Eleonore vermutlich erstmals nach acht Jahren wieder schwanger. Das gut besuchte Parlament im Mai war für die Probleme des Königs offen, die Bedrohung der Gascogne durch Alfons von Kastilien stärkte die Stellung des Königs. Der König versuchte umgehend, eine neue Steuer bewilligt zu bekommen, doch das Parlament bewilligte ihm gemäß den Bestimmungen der Magna Carta nur eine Unterstützung für den Ritterschlag des Thronfolgers. In Anwesenheit des Königs wurde die Magna Carta am 3. Mai 1253 in der Westminster Hall bestätigt. Die bewilligten Mittel deckten jedoch bei weitem nicht die Kosten für eine Expedition in die Gascogne, die nur durch Ausbeutung aller zur Verfügung stehenden Mittel, darunter Einkünfte aus Irland, Besteuerung der Juden und die Erzielung hoher Gewinne aus dem Grundbesitz des Königs möglich wurde. Der König hatte dennoch weiterhin einen Kreuzzug im Sinn und legte den Juden im Januar weitere Einschränkungen auf. Der Klerus bewilligte dem König im Mai für drei Jahre einen Kirchenzehnten mit der Auflage, dass die Magnaten die Verwendung überwachten.
Am 1. Juli 1253 machte der König sein einziges erhalten gebliebenes Testament. Er übertrug seiner Frau die Regentschaft des Reiches und die Vormundschaft über die Kinder bis zur Volljährigkeit des Thronfolgers, dazu sollte sie seinen Kreuzzug fortführen. Er übergab ihr ein vergrößertes Wittum. Während der Abwesenheit ihres Mannes war sie nun offizielle Regentin, unterstützt von Richard von Cornwall und einem Rat. Heinrich hoffte vermutlich, die Gascogne schnell befrieden zu können. Im Mai verhandelte er über eine Heirat des Thronfolgers mit Alfons Halbschwester Eleonore. Seine Abreise wurde durch widrige Winde und eine schlechte Vorbereitung verzögert, erst am 6. August 1253 verließ er Portsmouth und erreichte um den 24. August Bordeaux. Er bedauerte, seine schwangere Frau zurücklassen zu müssen, und hatte noch im Juli Alexander III. von Schottland gebeten, seine Frau Margarete während seiner Abwesenheit zurück nach England zu schicken, damit sie ihrer Mutter Gesellschaft leisten könne.

### Heinrichs Expedition in der Gascogne
Heinrichs Expedition in die Gascogne war in England unbeliebt. Zu seinem Heer gehörten etwa 300 Ritter, ein Großteil von ihnen gehörte zum königlichen Haushalt. Sein Aufruf an seine Vasallen zur Heerfolge war nur gering befolgt worden, und viele der Magnaten waren erst verspätet eingetroffen. Im Heer kam es zu zahlreichen Streitigkeiten und sogar zu Desertionen. In der Gascogne verstärkten die Lusignans mit etwa 100 Rittern Heinrichs Heer. Die Strategie des Königs war vorsichtig, und glücklicherweise griffen mögliche Feinde wie die Könige von Frankreich und Kastilien nicht an. Bordeaux und Bayonne verhielten sich loyal, und das Tal der Dordogne war rasch gesichert. Nur im Tal der Garonne gab es ernsthaften Widerstand, der erst nach einem Jahr – mit einer Pause im Winter – gebrochen werden konnte. Anfang Juli 1254 wurde Bergerac erobert, im August dann La Réole. Danach konnte Heinrich sich nach Bordeaux zurückziehen. Um Verbündete zu gewinnen, verhielt sich Heinrich den Rebellen gegenüber versöhnlich. Wenn sie sich ergaben, wurden sie begnadigt und konnten ihre Besitzungen behalten. Seinen Vasallen gewährte Heinrich Pensionen und Zugeständnisse. Als neuen Seneschall ernannte er Stephen Bauzan. Im Februar 1254 bot Heinrich sogar an, im Streit zwischen Simon de Montfort und Gaston de Béarn zu vermitteln, doch Gaston lehnte ab. Alfons von Poitiers erhielt eine Entschädigung in Höhe von £ 3000, und auch den Lusignans übergab der König großzügige Schenkungen. Deshalb war es nicht überraschend, als Heinrich zu Weihnachten 1253 das Geld ausging. Er musste sich in Bordeaux Geld leihen, ehe ihm die Königin neue Mittel aus England schicken konnte.
Entscheidend für die Sicherung der Gascogne war ein Frieden mit Alfons von Kastilien. Im Februar 1254 verhandelten John Maunsel und Peter D’Aigueblanche, der aus Savoyen stammende Bischof von Hereford, weiter über eine Heirat des Thronfolgers Eduard mit Alfons Halbschwester Eleanore. Im gleichen Monat übergab Heinrich seinem Sohn eine gewaltige Apanage, bestehend aus der Gascogne, Irland, Chester mit Teilen von Wales und den Kanalinseln, die ihm jährliche Einkünfte von über £ 6000 brachten. Ende März erreichten Heinrich Gerüchte über einen geplanten kastilischen Angriff, worauf er um Hilfe aus England bat. Königin Eleonore hatte im Februar ein Parlament für den 26. April zusammengerufen, zu dem auch zwei Abgeordnete aus jeder Grafschaft sowie Vertreter der Gemeindegeistlichen gehörten. Eine geplante Steuer brauchte jedoch nicht bewilligt werden, als Montfort mit der Nachricht eintraf, dass König Alfons von Kastilien am 31. März einen Frieden vorgeschlagen hatte. Im Gegenzug für das Heiratsbündnis und für die Hilfe Heinrichs bei einem Kreuzzug nach Nordafrika verzichtete er auf seine Ansprüche auf die Gascogne. Am 11. Juni traf Königin Eleonore, nachdem sie sich von der Geburt ihrer Tochter Katherine am 25. November 1253 erholt hatte, in Bordeaux ein, begleitete von ihren Söhnen Eduard und Edmund sowie vom Erzbischof von Canterbury. Prinz Eduard reiste mit einem recht bescheidenen Gefolge nach Burgos. Zu Heinrichs Enttäuschung, da er für seinen Sohn eine feierliche Zeremonie in England gewünscht hatte, wurde er dort von König Alfons zum Ritter geschlagen. Am 1. November heiratete Eduard die kastilische Prinzessin in der Abtei von Las Huelgas. Drei Wochen später kehrte der Thronfolger mit seiner Frau in die Gascogne zurück, wo er bis nächsten Sommer als Statthalter blieb.

### Das sizilianische Abenteuer
Als Heinrich 1254 auf die Eroberung von La Réole wartete, dachte er schon in größeren Maßstäben. Papst Innozenz IV. hatte das Königreich Sizilien nach dem Tod von Kaiser Friedrich II. für beschlagnahmt erklärt, praktisch wurde es jedoch von den Söhnen des Kaisers beherrscht. Am 12. Februar 1254, nachdem Richard von Cornwall und Karl von Anjou ihre Ansprüche auf Sizilien zurückgezogen hatten, sandte Heinrich Gesandte zu Papst Innozenz IV., um den Thron für seinen jüngeren Sohn Edmund zu beanspruchen. Der Papst war bereit, Edmund zum König von Sizilien zu ernennen, doch dafür verlangte er, dass die Eroberung von den Engländern durchgeführt werden solle. Beeinflusst durch seine Verwandten aus Savoyen nahm der König dieses Angebot an, und im Mai 1254 erhielt er die Bestätigung des Papstes. Im März hatte Heinrich noch geplant, dass die Weihe von Westminster Abbey im Oktober 1255 stattfinden würde, ehe er zu seinem Kreuzzug ins Heilige Land aufbrechen würde. Nun hoffte er, stattdessen einen Kreuzzug nach Sizilien zu führen.

### Annäherung an Ludwig von Frankreich

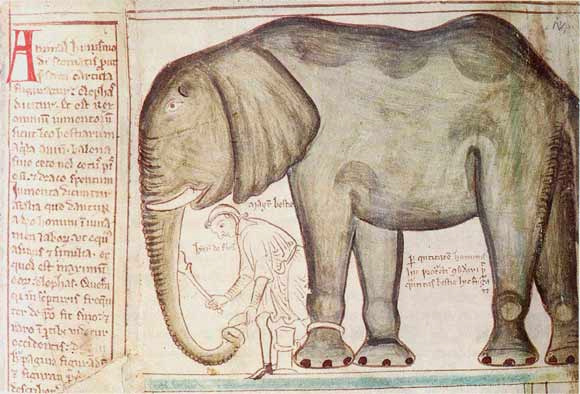
Der Elefant Heinrichs III. Buchmalerei aus dem 13. Jahrhundert

Nachdem er noch von August bis Oktober von Bordeaux aus die Gascogne befriedet hatte, reiste der König nach England zurück. Von König Ludwig IX. erhielt er die Erlaubnis, Frankreich zu durchqueren, zum einen, um die lange Seereise zu vermeiden, doch hauptsächlich, um sich mit dem französischen König anzufreunden und um so die Gascogne abzusichern. Begleitet von seiner Frau, seinem Sohn Edmund, Erzbischof Bonifatius, William de Valence und anderen durchquerte er im November das Poitou und Anjou. Am 15. November erreichte er Fontevrault, wo er die Verlegung des Grabes seiner Mutter in die Abtei anordnete. Anschließend pilgerte er zum Schrein des Heiligen Edmund Rich nach Pontigny. In Chartres bewunderte er die Kathedrale und traf schließlich König Ludwig von Frankreich. Anfang Dezember machte er einen einwöchigen Staatsbesuch in Paris, wo er zuerst im Temple wohnte und dann im königlichen Palast auf der Île de la Cité. In Paris besuchte der König eifrig alle Kirchen, besonders die Sainte-Chapelle. Die Pariser bewunderten ihn für seine Großzügigkeit, mit der er Arme im Temple mit Essen versorgte, für sein prächtiges Staatsbankett mit König Ludwig und dem König von Navarra und für seine Geschenke an den französischen Adel. Der Besuch festigte die Beziehung zwischen Heinrich und Ludwig, die durch ihre Heiraten entstanden waren. Neben den beiden Königinnen Margarete und Eleonore war auch ihre Mutter Beatrix von Savoyen sowie ihre Tochter Beatrix anwesend, die vierte Schwester Sancha von Cornwall reiste aus England an und vervollständigte die Familie. Auch Thomas von Savoyen war in Paris. Er war als Befehlshaber von Heinrichs Expeditionsheer nach Sizilien vorgesehen. König Ludwig stimmte diesem sizilianischen Plan zu. Heinrich hoffte, dass er Weihnachten in England verbringen konnte, doch verhinderte schlechtes Wetter die Überfahrt und er musste in Boulogne bleiben. Am 27. Dezember 1254 konnte er dann übersetzen und am 5. Januar, dem Fest des Heiligen Eduard war er wieder in Westminster. Einige Monate später sandte ihm Ludwig einen Elefanten als eindrucksvolles Geschenk, der erste in England gesehene Elefant wurde im Tower gehalten.

### Zunehmende Opposition in England
Heinrich hatte in der Gascogne nicht nur seinen für den Kreuzzug vorgesehenen Schatz ausgegeben, sondern kehrte noch weiter verschuldet nach England. Seine Finanzen waren in Unordnung geraten. Während er in den 1240er Jahren, bedingt durch eine effektivere Verwaltung, jährlich über £ 40.000 verfügen konnte, war sein Jahreseinkommen Mitte der 1250er Jahr auf nur £ 20.000 gesunken. Der Heimfall großer Lehen und große Vormundschaften waren selten geworden. Die Juden, denen er jahrelang hohe Steuern auferlegt hatte, waren verarmt, so dass Heinrich die Steuerrechte an 1255 Richard von Cornwall übergab. Auch die Nachfrage nach Freiheiten und Stadtrechten sank. Dennoch versorgte Heinrich nachsichtig viele Verwandte, und gegenüber dem Thronfolger Lord Eduard, den Savoyern, den Lusignans und Simon de Montfort hatte er finanzielle Verpflichtungen, weshalb es auch zu Spannungen innerhalb der königlichen Familie kam. Über seine Verwandten hinaus konnte er fast keine Vergünstigungen mehr vergeben, so dass sein Hofstaat wieder in mehrere Fraktionen gespalten wurde. Die Erfolge des Anhang der Lusignans, von denen Heinrich glaubte, sie hätten ihm in der Gascogne geholfen, trieben die Königin und die Savoyer zur Tat. Von ihnen wurde das sizilianische Abenteuer und die Wiederannäherung an den französischen König betrieben.
Trotz der angespannten Finanzlage machte der König keine Einsparungen, dazu fehlte ihm der Wille, Steuern durch das Parlament bewilligen zu lassen. Stattdessen lebte er für sich, erhöhte den finanziellen Druck auf seine Aufenthaltsorte, was die Korruption unter seinen Beamten förderte, und griff auf gelegentliche Einnahmen wie die Tallage zurück, eine Grundsteuer, die im Februar 1255 in London beispielsweise £ 2000 erbrachte. Dazu lieh er sich Geld von seiner Familie, im Februar 1255 lieh ihm beispielsweise Richard von Cornwall £ 5000 für die Kosten seines Hofstaats. Trotz dieser angespannten Lage veränderte er nicht seine Politik und verfolgte weiter das sizilianische Abenteuer. Dadurch steigerte er seine Abhängigkeit von seiner Familie und seinen führenden Höflingen, gegenüber denen er immer nachsichtiger wurde. Dabei übersah er ihre zunehmenden Eigenmächtigkeiten und erlaubte ihnen immer größere Freiheiten, während er gleichzeitig seine Möglichkeiten einschränkte, auf Beschwerden über ihre Missbräuche und Verfehlungen einzugehen.
Im April 1255 verweigerte ein großes Parlament, in dem Prälaten, Magnaten und vielleicht auch weitere Abgeordnete vertreten waren, Hilfen für den Schuldendienst des Königs. Im Gegenzug verweigerte Heinrich dem Parlament die Verantwortung für die drei großen Staatsämter. Seine Trumpfkarte war der Kreuzzug nach Sizilien, von dem er hoffte, dass Klerus und Magnaten sich diesem nicht entgegenstellen konnten. Er kaufte von seinen geringen Ersparnissen, die er wieder für den Kreuzzug angesammelt hatte, die verpfändeten sizilianischen Kronjuwelen von Kaiser Friedrich II. Im Juni 1255 verhandelte er über eine Verlängerung des Waffenstillstands mit Ludwig von Frankreich. Der Nachfolger von Papst Innozenz, Alexander IV., suchte verzweifelt um Hilfe im Kampf gegen die Staufer. Auch er verpflichtete sich auf Edmund als König, allerdings verlangte er vom König über 135.000 Mark als Ersatz für seine bisherigen Aufwendungen im Kampf um Sizilien. Dafür erlaubte er die Transferierung von Heinrichs Kreuzzugsgelübde auf einen Kreuzzug nach Sizilien. Im Oktober 1255 wurde die Abmachung mit Papst Alexander, die Heinrich und sein Rat schon beschlossen hatten, im Parlament bekannt. Heinrichs Ankündigung, dem Papst bis Michaelis 1256 unter Androhung der Exkommunikation 135.000 Mark zu zahlen, und seine Vision, über den Landweg eine Armee durch Frankreich nach Sizilien zu führen, stießen im Parlament auf eisiges Schweigen. Dennoch bildete sich keine wirksame Opposition gegen diese Pläne, und Edmund wurde von Bischof Giacomo Boncambi von Bologna als König von Sizilien eingesetzt. Neben seiner geplanten Sizilienexpedition erwog Heinrich, Alfons von Kastilien bei dessen geplanten Feldzug nach Nordafrika zu unterstützen. Im April 1256 befahl er allen Landbesitzern, die mehr als £ 15 Jahreseinkünfte hatten, Kriegsdienst zu leisten oder Schildgeld zu zahlen. Dies steigerte weiter die Unzufriedenheit des Landadels, und auch im Parlament, das Ende April zusammentrat, wurden die Pläne des Königs kritisch bewertet. Die Magnaten zweifelten an Heinrichs Eignung als militärischer Führer und versuchten, ihn von dem Vorhaben abzubringen. Trotz der Bedenken seiner Barone blieb Heinrich optimistisch und plante, seinen Bruder Richard von Cornwall zum römisch-deutschen König wählen zu lassen. Nach monatelangen Verhandlungen reiste der Kölner Erzbischof Konrad von Hochstaden Weihnachten 1256 nach Westminster und bot Richard die Kandidatur an. Ermuntert von seinem Bruder und den Lusignans, nahm Richard das Angebot an.
Innerhalb weniger Monate brachen Heinrichs Pläne zusammen. Der Waliser Llywelyn ap Gruffydd hatte sich im Juni 1255 in der Schlacht von Bryn Derwin die alleinige Vorherrschaft in Gwynedd erkämpft. Im November 1256 begann er eine weitumfassende Revolte in Wales und überrannte in wenigen Wochen die vier Cantrefs von Lord Eduard in Nordostwales und weitere Gebiete der Marcher Lords, so dass Heinrichs Oberherrschaft in Wales zusammenbrach. Zwischenzeitlich erlitten Richards Wahlambitionen einen Rückschlag, als auch Alfons von Kastilien die römisch-deutsche Krone beanspruchte, dazu bedrohte er wieder die Gascogne. Auch Ludwig IX. von Frankreich war über ein mögliches deutsch-englisches Bündnis beunruhigt, und Heinrich versuchte, ihn durch Verhandlungen von einem Bündnis mit Alfons von Kastilien abzuhalten. Dazu stockten Heinrichs Kreuzzugshoffnungen, als sein Verbündeter Thomas von Savoyen in Italien geschlagen und gefangen genommen wurde. Im Januar 1257 verweigerte eine Versammlung von Zisterzienseräbten dem König die geforderte Unterstützung, während im März Richards von Cornwalls Wahl zum römisch-deutschen König im Parlament Betroffenheit hervorrief. Die Magnaten sahen sein Engagement in Deutschland kritisch, da sie seinen mäßigenden Einfluss im Staatsrat schätzten, zudem wussten sie, dass sein Reichtum den König zahlungsfähig hielt. Im Februar 1257 hatte Heinrich noch geplant, seinen Bruder zur Krönung nach Deutschland zu begleiten. Als Heinrich und der Bischof von Messina dem Parlament Edmund theatralisch in apulischer Tracht vorführten und erneut eine Steuer für den Kreuzzug forderten, kam es zum Aufruhr. Magnaten und Prälaten stellten eine Auflistung zusammen, warum sie das Vorhaben für undurchführbar hielten, dazu warfen sie dem König vor, sie nicht ausreichend um ihren Rat gefragt zu haben. Der Klerus bewilligte dem König £ 52.000 unter dem Vorbehalt, damit die Schulden des Königs beim Papst zu begleichen. Gleichzeitig verstärkten sie aber ihren Widerstand gegen Heinrichs Pläne. Angesichts dieser Opposition begann Heinrich nachzugeben und bat den Papst um eine Verlängerung der Frist, um dessen Bedingungen zu erfüllen.
Richard von Cornwall wurde am 17. Mai 1257 in Aachen zum römisch-deutschen König gekrönt. Bereits am 10. April versuchte Heinrich verzweifelt, seinen Haushalt zahlungsfähig zu halten. Der Schatzmeister konnte selbst auf persönliche Anordnung des Königs keine Zahlungen mehr leisten. Dazu musste der König am 3. Mai den Tod seiner dreijährigen, kranken Tochter Katherina verkraften. Die Königin war krank vor Trauer, und auch der König litt an einem langen Fieber. Die kleine Prinzessin erhielt eine prächtige Beisetzung in Westminster Abbey.
In Wales gab es weitere Enttäuschungen. Llywelyn ap Gruffydd wandte sich nach seinen Erfolgen in Nordostwales gegen Gower und Glamorgan. Ein englisches Heer unter Stephen Bauzan erlitt im Juni 1257 in der Schlacht von Cymerau eine vernichtende Niederlage, worauf sich der Aufstand der Waliser weiter ausbreitete. Heinrich versuchte der Bedrohung durch einen zweizangigen Gegenschlag zu begegnen. Während Richard de Clare in Südwales Fortschritte gegen die Waliser erzielte, scheiterte der vom König selbst von Chester gegen Nordwales geführte Feldzug. Bereits am 4. September, bei den ersten Anzeichen des Winters, brach Heinrich den Feldzug ab, so dass ganz Nordwales in der Hand von Llywelyn ap Gruffydd blieb. Dieser begann, sich als Fürst von Wales zu bezeichnen, und unter seiner Führung schlossen fast alle walisischen Fürsten Anfang 1258 ein Bündnis gegen England. Neben Geld für die Eroberung Siziliens benötigte der König nun auch Geld für einen besser vorbereiteten Feldzug gegen Wales, den er für Mai 1258 plante. In Schottland stürzten die schottischen Adligen die vor zwei Jahren eingerichtete Vormundschaftsregierung von Alan Durward und schlossen ein Bündnis mit den Walisern. Die Londoner beschwerten sich über die überbewertete und unpraktische Goldwährung, die Heinrich im August 1257 eingeführt hatte, während Erzbischof Bonifatius ein königliches Verbot missachtete und erstmals eine Versammlung der Prälaten und der niederen Geistlichkeit einberief, die gegen die Eintreibungen von königlichen und päpstlichen Steuern protestierte. Die Hoffnungen auf eine Einigung mit dem französischen König über eine Rückgabe von Besitzungen in Frankreich ergaben nichts. Die Verschlechterung der Beziehungen zu Frankreich begünstigte nun wieder die Fraktion der Lusignans am Königshof, die gegen die Gruppe aus Savoyen sowie mit den mächtigen Magnaten wie Simon de Montfort, Richard de Clare, Roger Bigod und Humphrey de Bohun um die Gunst des Königs stritten. Nach der Abreise von Richard von Cornwall nach Deutschland fiel es dem König schwer, das Gleichgewicht zwischen den Lagern zu halten. Da Heinrich die Kredite der Lusignans benötigte, waren diese die Hauptnutznießer seiner Politik. Der Rückschlag in Wales steigerte die finanzielle Abhängigkeit des Königs von ihnen. Die Rivalität zwischen den Höflingsfraktionen steigerte sich bis zum Hass, und auch die strengen Verwalter der Lusignanbesitzungen waren beim Landadel und der Bevölkerung verhasst. Der Thronfolger Lord Eduard, der bislang auf der Seite der Savoyer stand, versuchte nun, politisch unabhängiger zu werden. Er stellte die älteren Ratgeber des Königs und der Königin wegen ihrer Unfähigkeit, der Bedrohung in Wales zu begegnen, bloß und verbündete sich mit den Lusignans. Aus unterschiedlichen Interessen, teils um eine Reform der Herrschaft zu erreichen, teils um ihre Stellung zu sichern, schloss im April 1258 eine kleine, aber einflussreiche Gruppe von Magnaten und Höflingen, darunter Roger Bigod, Simon de Montfort und Richard de Clare, ein Bündnis gegen die Lusignans.

## Rebellion und Bürgerkrieg

### Krise von 1258
Angesichts der Niederlagen in Wales, einer Missernte, die in weiten Teilen Englands zu einer Hungersnot führte, und wegen seiner angespannten Finanzlage wegen seiner Schulden beim Papst berief Heinrich für April 1258 ein Parlament nach Westminster ein. Seine Hoffnungen auf eine finanzielle Entlastung wurden allerdings enttäuscht, stattdessen stürmte am 28. April eine Gruppe bewaffneter Magnaten unter Führung von Roger Bigod, 4. Earl of Norfolk in den Palast und verlangten eine Reform der Herrschaft. Angesichts der weiten Unterstützung, die diese Adelsopposition an seinem Hof fand, gab der König rasch nach und stimmte der Ernennung eines 24-köpfigen Komitees zu, dass Reformvorschläge erarbeiten sollte. Aufgefordert, die Hälfte dieses Komitees zu besetzen, wählte der König hauptsächlich die Lusignans und ihre Anhänger, dennoch war er so isoliert, dass er keine zwölf Mann zusammenbekam. Im Juni kam das Parlament in Oxford erneut zusammen, um über die Vorschläge des Komitees zu beraten. Dieses Parlament beschloss die sogenannten Provisions of Oxford, die weite Teile der Regierungsgewalt in die Hände eines neuen, 15-köpfigen königlichen Rats legte. Die Macht des Königs zerfiel, als die Magnaten mit Hugh Bigod wieder einen Justiciar wählten, während Heinrichs Halbbrüder, die Lusignans, im Juli England verlassen mussten.
Durch diesen neuen Rat wurden die Kompetenzen des Königs beschnitten, doch im Gegensatz zur Rebellion gegen Heinrichs Vater Johann 1215 kam es zunächst zu keinen Bürgerkrieg. Zunächst blieb der König isoliert und begleitete bis Oktober 1258 den neuen Justiciar. Während des Parlaments im Oktober 1258 pflichtete Heinrich allen Aktionen des Staatsrates bei und leistete einen Eid auf die Einhaltung der Provisions of Oxford. Danach handelte der Justiciar Bigod selbständig, während sich der König in seinen Glauben flüchtete. Er wurde weiter ehrenvoll behandelt, seine Bauprojekte wurden weitergeführt und er durfte in seinen Palästen weiter wohnen. Am 30. September wohnte er der Weihe der neuen Kathedrale von Salisbury bei. Im November und Dezember besuchte er, immer noch den Tod seiner Tochter Katherine betrauernd, St Albans, Bury St Edmunds und Waltham Abbey. Der neue Staatsrat, zu dessen Führer Heinrichs Schwager Simon de Montfort wurde, festigte rasch seine Macht, um eine Rückkehr der Lusignans zu verhindern und dominierte in den nächsten Jahren die dreimal jährlich stattfindenden Parlamente. Eine neue Verordnung zählte Missetaten von königlichen Sheriffs auf und versprach Verbesserungen, diese wurde nicht nur Latein, sondern erstmals auch auf Englisch und Französisch veröffentlicht, wodurch sie eine wirksame Propaganda für die neue Regierung wurde. Die im Herbst 1259 erlassenen Provisions of Westminster ergänzten die Provisions of Oxford.

### Frieden mit Frankreich

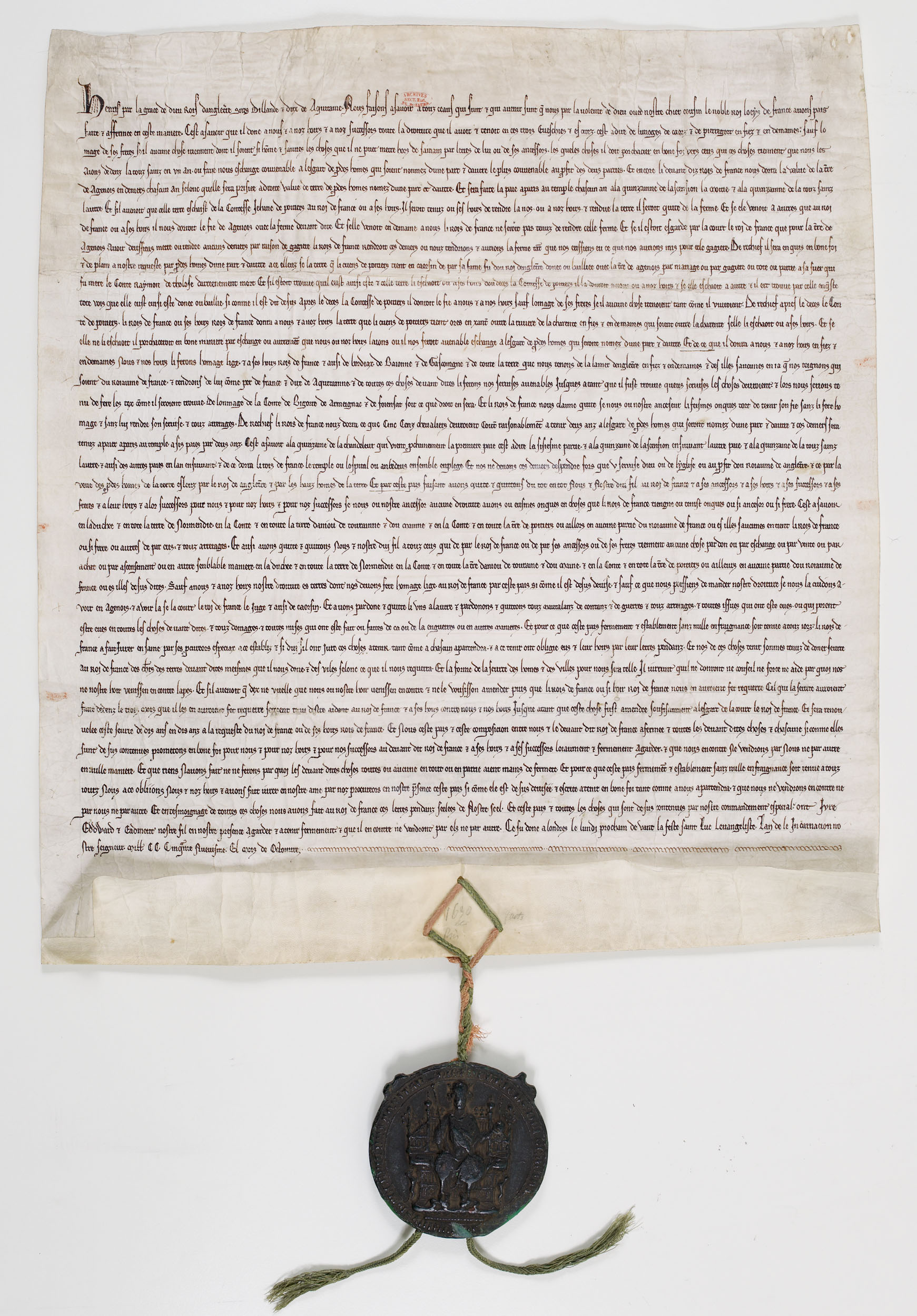
Der Vertrag von Paris von 1259

Fast das ganze Jahr 1259 über blieb Heinrich passiv, auch, als es innerhalb der neuen Regierung zu Spannungen kam. Sein Versuch, im August einen neuen päpstlichen Nuntius zu bestätigen, der die Wiedereinsetzung seines Halbbruders Aymer de Valence als Bischof fordern sollte, scheiterte am Widerstand seines Rates. Erst im November versuchte der König, etwas Handlungsfreiheit zurückzuerobern, als er mit der Königin, mit Peter von Savoyen, dem Earl of Hertford und einigen anderen Ratsmitgliedern nach Frankreich reiste, um den Friedensvertrag mit dem französischen König zu schließen. Der Justiciar Bigod und die anderen Ratsmitglieder blieben zur Wahrung des Reiches zurück. Am 26. November erreichte der König Paris, wo er von Ludwig IX. und der Königin herzlich begrüßt wurde. Am 4. Dezember wurde der Friede von Paris verkündet, in dem Heinrich förmlich auf alle verlorenen Gebiete des Angevinischen Reiches verzichtete, im Gegenzug erhielt er die Gascogne mit territorialen Zugeständnissen als Lehen und dem Versprechen des französischen Königs, wohl für einen Kreuzzug 500 Ritter zwei Jahre lang zu finanzieren.
Nachdem er Weihnachten in Paris verbracht hatte, blieb Heinrich noch weitere drei Monate in Frankreich. Den Januar verbrachte er hauptsächlich mit Gebeten in Saint-Denis. Der plötzliche Tod des französischen Thronfolgers Ludwig erschütterte ihn stark. Bei der Beerdigung in Royaumont am 14. Januar 1260 diente er mit als Sargträger. Der französische König und seine Frau erwiderten diese Geste am 22. Januar mit ihrer Anwesenheit bei der Hochzeit von Heinrichs Tochter Beatrix mit Johann, dem Erben der Bretagne in St. Denis. Kurz danach erreichten Heinrich Nachrichten aus England, nach denen Llywelyn ap Gruffydd den Waffenstillstand gebrochen hatte und Builth Castle in Wales belagerte. Doch anstatt unverzüglich nach England zurückzukehren, reiste er nach Saint-Omer an die Kanalküste und blieb dort weitere drei Monate. In Briefen an den Justitiar begründete er seinen weiteren Aufenthalt mit weiteren diplomatischer Verhandlungen. Im März erkrankte er an Marschenfieber, und während der Karwoche besuchte ihn der französische König. Vermutlich hat er nicht absichtlich seine Rückreise verzögert, um eine Einberufung des Parlaments zu umgehen, sondern er wurde durch Krankheit und durch die Konflikte zwischen den gegnerischen Lagern an seinem Hof aufgehalten. Während Richard de Clare in England versuchte, die Herrschaft des Königs zu stützen, bereitete Simon de Montfort, unterstützt von Lord Eduard, der den Vertrag von Paris ablehnte, eine Rebellion vor. Schließlich kehrten der König und Eleonore, geschützt durch eine durch einen Kredit des französischen Königs finanzierte 100 Mann starke Söldnereskorte nach England zurück. Sie landeten am 23. April in Dover und erreichten am 30. April London. Die Rebellion Montforts fiel großteils in sich zusammen.
Angesichts seiner angespannten Finanzen musste sich Heinrich trotz seines Erfolges oberflächlich mit Montfort aussöhnen. Einige Anhänger Montforts verloren ihre Ämter im königlichen Hofstaat, doch der König verwarf nicht die Provisions of Oxford. Richard de Clare schloss mit dem walisischen Fürsten einen Waffenstillstand, den Heinrich als so schmachvoll empfand, dass er sich bis März 1261 weigerte, ihn anzuerkennen. Im Oktober 1260 arbeiteten Montfort und Lord Eduard im Parlament immer noch zusammen. Sie verhinderten erfolgreich eine Anklage gegen Montfort, doch gleichzeitig wurden die Provisions of Oxford umformuliert und geändert. Nach den Änderungen durfte der Staatsrat keine neuen Sheriffs mehr ernennen und die Barone erhielten wieder das Recht, ihre Amtsträger zu bestrafen. Heinrich schlug seinen Schwiegersohn Johann von der Bretagne zum Ritter, doch dieser schloss sich dem Thronfolger Eduard an, und die beiden jungen Männer reisten zusammen mit zwei Söhnen von Montfort nach Frankreich, wo sie an Turnieren teilnahmen. Ein neu gewählter Rat blieb bis Ende des Jahres im Amt und unterhöhlte die Position von Peter von Savoyen. Heinrichs einziger Trost angesichts seiner Machtlosigkeit war Ende Oktober der Besuch seiner Tochter Margerete, die schwanger war und zusammen mit ihrem Mann Alexander III. von Schottland ihren Vater besuchte. Im Dezember 1260 musste Heinrich erfahren, dass sein Halbbruder Aymer de Valence im Exil in Paris gestorben war.

### Wiedererlangung der Herrschaft des Königs
Weihnachten 1260 verbrachte der König in Windsor. Danach versuchte er erneut, gegen die Machteinschränkung durch die Provisions vorzugehen. Nachdem im Frühjahr 1261 der Versuch einer Schlichtung mit seinen Gegnern gescheitert war, erhielt er im Mai von Papst Alexander IV. die Bestätigung der Aufhebung seiner Eide auf die Provisions, womit er diese am 12. Juni öffentlich aufheben konnte. Anschließend ernannte er Philip Basset als neuen Justiciar, der als Gefolgsmann von Richard von Cornwall ein williger Beamter war und nicht unabhängig vom König handelte. Als neuen Lordkanzler ernannte er Walter of Merton. In dem folgenden Machtkampf mit dem königlichen Rat konnte sich der König bis November des Jahres weitgehend durchsetzen. Montfort ging ins Exil nach Frankreich. Im Frühjahr 1262 festigte der König seine wiedergewonnene Macht. Die Provisions hatten im Ausland wenig Zustimmung gefunden. Der neue Papst Urban VI. bestätigte die Aufhebung der Provisions, und auch der französische und der schottische König unterstützte Heinrich. Bis Ende Mai 1262 hatte der König die Möglichkeit zurückgewonnen, selbst die Sheriffs zu ernennen, und er erklärte die Weiterverbreitung der Provisions für strafbar. Seinen Sieg verdankte der König vor allem dem Rat von Königin Eleanor, Peter von Savoyen und Richard von Cornwall, dazu seinen alten Ministern John Mansel und Robert Waleran. Nachdem der Thronfolger im Frühjahr 1262 aus Frankreich zurückgekehrt war und seine Mutter ihn Ende Mai 1262 mit seinem Vater versöhnte, fehlte den Magnaten ein Führer. Die Mehrheit der Barone war der politischen Instabilität überdrüssig und unterstützte die Rückgewinnung der Macht, wie sie Heinrich nach 1234 besessen hatte. Im April 1262 konnte Heinrich sogar William de Valence und die verbliebenen Lusignans nach England zurückzuholen. Der Sieg des Königs schien so vollständig zu sein, dass Richard von Cornwall im Juni wieder nach Deutschland reiste.
In den nächsten beiden Jahren unterliefen dem König jedoch mehrere schwere Fehleinschätzungen. Zeitweise wollte er sogar das sizilianische Abenteuer wiederbeleben, dass jedoch von Papst Urban IV. im Juli 1263 für beendet erklärt wurde. Am Hof Heinrichs kam es zu weiteren Streitigkeiten um seine Gunst, die den Hofstaat weiter spaltete. Anfang 1262 ließ die Königin Roger of Leybourne und andere Ritter des Thronfolgers in Ungnade fallen, was für zukünftige Schwierigkeiten sorgte. Im Juli 1262 starb Richard de Clare, und der König verweigerte seinem Sohn Gilbert das Erbe, solange er nominell noch minderjährig war. Indem er dazu Teile des Erbes zur Verwaltung an seinen Halbbruder William de Valence gab, trieb er Gilbert de Clare 1263 zur Rebellion.
Vor allem versäumte es der König, sich mit Montfort zu versöhnen. Am 14. Juli 1262 segelte er mit der Königin von Dover nach Frankreich, um durch Entscheid der französischen Königin Montfort, der auch Vasall des französischen Königs war, endgültig zu vernichten. Siegessicher führte er jeden kleinen Konfliktpunkt mit Montfort auf, doch die im August in Paris begonnenen Verhandlungen blieben ergebnislos. Die Vermittlungsversuche des französischen Königs scheiterten völlig, doch er weigerte sich, Montfort zu verurteilen. Im September ging am französischen Hof in Paris eine Seuche um, der etwa 60 Begleiter des Königs zum Opfer fielen. Auch Heinrich erkrankte und rang um sein Leben. Am 8. Oktober berichtete er dem Justitiar nach England, dass die Verhandlungen gescheitert waren. Der immer noch geschwächte König unternahm im November eine Wallfahrt nach Reims, obwohl in Wales ein neuer Aufstand drohte und Montfort bereits im Oktober wieder nach England zurückgekehrt war. Erst am 20. Dezember reiste Heinrich zurück nach England. Er verbrachte Weihnachten in Canterbury und traf Anfang Januar 1263 in Westminster ein. Dort blieb er weitere drei Monate krank in seinem Palast, der teilweise im Januar durch einen Brand zerstört worden war. Im Januar verkündete er aus freien Willen eine neue Version der Provisions of Westminster. Gleichzeitig drängte er Ludwig IX., einen Versuch zu unternehmen, ihn und Montfort zu versöhnen, was jedoch scheiterte. Am 22. März befahl er, seinem Sohn Eduard als seinen Erben die Treue zu schwören. Die Mönche von Tewkesbury verstanden dies als Nachricht vom Tod des Königs, was zu Unordnung und Gerüchten führte.

### Machtkampf mit Montfort und Mise of Amiens
Im Mai 1263 setzte sich Montfort an die Spitze einer Revolte, die Leybourne und andere ehemalige Rittern aus dem Haushalt von Lord Eduard begonnen hatten. Sie forderten die erneute Anerkennung der Provisions durch den König und wehrten sich gegen den Einfluss der Ausländer auf den König, wofür sie von zahlreichen Baronen wieder unterstützt wurde. Heinrich wurde von den Rebellen ausmanövriert. Eingeschlossen im Tower of London, musste er am 16. Juli die Forderungen der Rebellen akzeptieren. Anschließend zog er sich mit Königin Eleonore in den Palace of Westminster zurück, während die Rebellen wieder die Regierung übernahmen. Die neue Regierung fand jedoch nicht bei allen Baronen Zustimmung. Montfort erlaubte Heinrich nun, sich persönlich an den französischen König zu wenden.
Am 23. September reisten Heinrich, Elenore und zwei ihrer Söhne nach Boulogne, begleitet von Montfort und seinen Unterstützern. Sie wollten einen Entscheid von König Ludwig IX. einholen und unverzüglich zurückkehren. Überraschend stimmte dieser zunächst den im Juli geschlossenen Vereinbarungen zu und befürwortete Entschädigungen für Geplünderte. Eleonore und Prinz Edmund blieben entgegen ihren Zusagen danach in Frankreich, während Heinrich und Eduard zum Oktoberparlament nach Westminster zurückkehrten. Während der König die Ernennung seiner eigenen Kandidaten für Ämter forderte, erhoben die Anhänger Montforts gegenseitige Beschuldigungen und ihre Regierung brach auseinander. Daraufhin ergriff der Thronfolger die Initiative, der nun eine starke, royalistische Partei zusammenstellte. Der König wurde zunehmend abhängiger vom Rat und Tat seines Sohnes, während er gegenüber Montfort kompromissloser wurde. Ohne Rücksicht auf die Gefühle seiner Mutter söhnte sich Eduard mit Leybourne und den anderen, vor 18 Monaten aus seinem Haushalt vertriebenen Rittern aus, und am 16. Oktober besetzte er Windsor Castle, wohin ihm der König folgte. Daraufhin verließen viele Unterstützer Montfort, der dadurch gezwungen war, am 1. November einen mit Richard von Cornwall ausgehandelten Waffenstillstand zu schließen: der König würde die Provisions anerkennen, wenn der französische König ihnen erneut zustimmen würde. In der Zwischenzeit zog Heinrich nach Oxford und entließ dort den von Montfort eingesetzten Treasurer und Lordkanzler. Auch Winchester Castle konnte er Anfang Dezember zurückgewinnen, dazu versuchte er Dover Castle zu gewinnen. Dazu ernannte der Papst Urban IV., vermutlich auf Betreiben von Königin Eleonore, Gui Foucois als neuen päpstlichen Legaten und beauftragte ihn, die Autorität des Königs wiederherzustellen.
Am 28. Dezember reiste der König nach Frankreich, wo er am 23. Januar 1264 die Gesandten der Barone vor Ludwig IX. in Amiens traf. In seinem Schiedsspruch, dem Mise of Amiens, lehnte der französische König dieses Mal die Provisions entschieden ab und sprach Heinrich das Recht zu, seine Minister nach seinem Willen zu ernennen. Unterstützt durch seine Frau und den Papst, hatte Heinrich scheinbar einen klaren Sieg über Montfort errungen.

### Der Zweite Krieg der Barone
Kaum war die Entscheidung Ludwigs IX. bekannt geworden, gab Montfort das Signal zur Rebellion. Der König kehrte am 14. Februar nach England zurück und eröffnete den zweiten Bürgerkrieg während seiner Regierung. Bis zum Ende der Fastenzeit Anfang April blieb er charakteristischerweise passiv. Nach anfänglichen Erfolgen der Anhänger des Königs kam es am 14. Mai zur Schlacht von Lewes. Innerhalb weniger Stunden schlug Montfort die zahlenmäßig überlegene Armee des Königs. Am folgenden Tag ergab sich der ins Kloster Lewes geflüchtete König Gilbert de Clare und akzeptierte Montforts Herrschaft, während sein Sohn Eduard als Geisel festgehalten wurde.
Damit ging die Herrschaft völlig auf Montfort über, der König war völlig ausgeschaltet. Offiziell regierte ein neunköpfiger Staatsrat, dieser und die Würdenträger des Hoftstaats waren jedoch von Montfort ernannt. Dem König blieben die Würde und ein gewisser Komfort, doch musste er demütigenderweise Montforts Handlungen billigen und flüchtete sich in seine Religiosität. Königin Eleonore, die noch in Frankreich geblieben war, sicherte für ihn die Herrschaft über die Gascogne. Montfort gelang es jedoch nicht, allgemeine Anerkennung für seine Herrschaft zu erlangen. Seine Einberufung von De Montfort’s Parliament Anfang 1265 mit der neuen Vertretung von Rittern und Bürgern zeigte, dass er nur auf eine Handvoll Magnaten bauen konnte. In den nächsten Monaten verlor er weitere Unterstützer. Er überwarf sich mit Gilbert de Clare, der zur Opposition überging und Ende Mai die Flucht von Lord Eduard ermöglichte. Zur Niederschlagung der Rebellion zog Montfort in die Welsh Marches, wo er von Anhängern des Königs und Lord Eduard eingeschlossen wurde. Am 4. August kam es zur Schlacht von Evesham, in der Montfort fiel. Heinrich, der sich in seinem Gefolge befand, geriet mitten in die Schlacht und wurde dabei von seinen eigenen Anhängern, die ihn nicht erkannten, verwundet, ehe er von Roger of Leybourne erkannt und gerettet wurde.
Es ist unwahrscheinlich, dass Heinrich nach der Schlacht die Tötung der überlebenden Begleiter Montforts oder die Schändung der Leiche Montforts anordnete. Nach manchen Angaben soll er im Gegenteil eine ehrenvolle Beisetzung Montforts angeordnet haben. Während er selbst sich um das Wohlergehen der Witwen und Waisen der getöteten Anhänger Montforts sorgte, konnte er seinen Sohn Eduard und dessen Anhänger nicht zügeln, die auch nach dem Sieg von Evesham Rache forderten. Als Folge davon wurde der im Grunde entschiedene Krieg der Barone um weitere zwei Jahre geführt. Die Entscheidung des Parlaments von Winchester im September, die Rebellen zu enteignen, trieb diese in einen Guerillakrieg, der in den nächsten beiden Jahren von Lord Eduard rücksichtslos niedergeschlagen wurde. Der König war froh, dass sein Sohn diese Aufgabe übernommen hatte und die zahlreichen Feldzüge führte. Er selbst kehrte Anfang Oktober 1265 nach London zurück und feierte am 13. Oktober das Hochfest von Eduard dem Bekenner in Westminster, wobei er als Zeichen seines Sieges die Königskrone trug. Ende Oktober konnte Heinrich dann seine Gemahlin Eleonore in Canterbury begrüßen, die zusammen mit ihrem Landsmann Kardinal Ottobono Fieschi, dem neuen päpstlichen Legaten nach England kam. Heinrich ernannte seinen Sohn Edmund zum Earl of Leicester, den verwirkten Titel Montforts, und ernannte ihn zum Steward of England, dazu übertrug er ihm alle Besitzungen Montforts. Montforts Witwe, seiner Schwester Eleanor, erlaubte er, Dover Castle zu räumen und sich als Nonne in ein Kloster in Frankreich zurückzuziehen.
Die Unterdrückung der verbliebenen Rebellen schritt nur langsam voran. Ende Juni 1266 übernahm der König selbst die Leitung der Belagerung von Kenilworth Castle, der letzten Festung der Rebellen. Ende August beauftragte der König einem Komitee von Magnaten und Bischöfen, einen Friedensplan zu entwerfen. Am 31. Oktober 1266 verkündete er das Ergebnis, das sogenannte Dictum of Kenilworth. Es war eine beispiellose Erklärung der königlichen Autorität, erlaubte aber den Rebellen, nach ihrer Unterwerfung unter festgelegten Bedingungen ihre Güter zurückzukaufen. Nach der Kapitulation von Kenilworth Ende 1266 wollte der König im Februar 1267 die verbliebenen Rebellen in Ostengland unterwerfen. Seine finanziellen Mittel waren nun so erschöpft, dass er sogar die Juwelen des St Edmund-Schreins in Westminster Abbey verpfänden musste. Im April ergriff jedoch Gilbert de Clare Partei für die verbliebenen Rebellen. Zusammen mit ihnen besetzte er London. Um einen neuen Bürgerkrieg zu vermeiden, wurde im Juni ein Kompromiss erzielt, in dem Heinrich den Rebellen weitere Zugeständnisse machte. Am 1. Juli unterwarfen sich die verbliebenen Rebellen. Durch Vermittlung von Kardinal Ottobono schloss der König dazu am 29. September mit Fürst Llywelyn ap Gruffydd den Vertrag von Montgomery, in dem er Llywelyn den seit 1258 beanspruchten Titel Fürst von Wales zugestand, während der Waliser im Gegenzug Heinrich als seinen Oberherrn anerkannte. Dieser Kompromiss bewies die Kriegsmüdigkeit des Königs. Das Statut von Marlborough, das am 18. November von einem Parlament beschlossen wurde, an dem möglicherweise auch Commons teilnahmen, bestätigte die Cartas, das Dictum of Kenilworth und eine modifizierte Fassung der Provisions of Westminster, womit der Bürgerkrieg in einer Schlichtung endete.

### Das Ende der Herrschaft
Heinrichs letzte Jahre waren überschattet von familiären Spannungen, Krankheiten und Trauerfällen. Der Bürgerkrieg brachte keine einschneidenden Änderungen bei der Verteilung des Landbesitzes, doch hinterließ er eine große Unzufriedenheit, die durch die Verschuldung vieler Ritter und Barone verschärft wurde. Die königlichen Beamten blieben unbeliebt, und der Frieden im Land wurde durch Gesetzlose und durch Fehden unter den Baronen bedroht. Der König hatte weiterhin geringe Einkünfte, eine vom Papst bewilligte Besteuerung des Klerus 1266 reichte gerade aus, um die Schulden des Königs zu begleichen.
Im Juni 1268 verkündete Lord Eduard, am neuen Kreuzzug von König Ludwig IX. teilzunehmen. Der Kreuzzugsplan seines Sohnes zwang den König, im Herbst 1268 das Parlament um eine neue Steuer zu bitten. Das Parlament verhielt sich jedoch zögerlich und erst nach langen Verhandlungen wurde am 27. April 1270 ein Zwanzigster, eine Steuer auf den 20. Teil des beweglichen Besitzes, bewilligt. Der Klerus wehrte sich noch mehrere Monate später gegen die Erhebung der Steuer, und der City of London musste der König als Gegenleistung wieder alle Freiheiten gewähren, die sie vor dem Krieg der Barone hatte. Heinrich übergab Eduard Anfang 1269 die Aufsicht über London, sieben königliche Burgen und acht Grafschaften, um die Einkünfte seines Sohns zu erhöhen. Die Finanzen des Königs wurden durch die Hochzeiten seines zweiten Sohnes Edmund Crouchback mit Aveline de Forz sowie durch die seines Neffen Henry of Almain mit Constance de Béarn, die beide im Frühjahr 1269 stattfanden, noch weiter belastet. Ende des Jahres 1269 hatte er dagegen mehr Glück. Im August kehrte Richard von Cornwall mit seiner neuen Braut Beatrix von Falkenburg zurück. Zwei Monate später, am 13. Oktober konnte Heinrich seinen größten Traum wahr machen, als der Leichnam von Eduard dem Bekenner in seinen neuen Schrein in Westminster Abbey überführt wurde. Die Kirche war noch unvollendet, doch Heinrich fürchtete, dass er durch weitere Verzögerungen diesen Triumph nicht mehr erleben würde.
Am 4. August 1270 verabschiedete sich Lord Eduard in Westminster von seinem Vater und brach zum Kreuzzug auf. Zur Wahrung von Eduards Interessen wurde ein fünfköpfiger Ausschuss ernannt, dem unter Führung von Richard von Cornwall Philipp Basset, Roger Mortimer, Robert de Walerand und Erzbischof Walter Giffard von York angehörten. Dieser Ausschuss sollte auch den König beraten. Ab diesem Zeitpunkt ist es schwer einzuschätzen, wie viel Einfluss Heinrich noch auf die Regierung hatte. Vielleicht war er bereits schwer erkrankt, denn am 7. März 1271 übertrug er krankheitsbedingt den Schutz des Reiches an seinen Bruder Richard von Cornwall, und der Kronrat bat den Thronfolger heimzukehren. Im April 1271 war Heinrich jedoch wieder genesen und gelobte, selbst einen Kreuzzug anzutreten. Seine Ratgeber ließen jedoch die königlichen Einkünfte unmittelbar an das Schatzamt fließen, so dass der König keinen direkten Zugriff mehr auf sie hatte. Der König blieb von nun an fast ständig in Westminster, er nahm selbst am Begräbnis von Henry of Almain in Hailes Abbey am 21. Mai nicht teil, ebenso nicht am Begräbnis seines Enkels John, dem ältesten Sohn des Thronfolgers Eduard, in Westminster Abbey am 8. August 1271. Ein weiterer Schicksalsschlag traf ihn, als Richard von Cornwall am 12. Dezember 1271 einen schweren Schlaganfall erlitt, an dessen Folgen er am 2. April 1272 starb.
Weihnachten 1271 verbrachte Heinrich krank in Winchester, erst nach dem Dreikönigsfest reiste er nach Westminster zurück. Im Mai 1272 entschuldigte er sich beim neuen französischen König Philipp III., dass er wegen seiner Krankheit ihm nicht für seine französischen Besitzungen huldigen könne. Im August wollte er dann nach Frankreich reisen, doch verschob er diese Reise, nachdem während eines Aufstands in Norwich die Kathedrale niedergebrannt worden war. Im September tagte das Parlament in Norwich, während dessen Heinrich die Aufständischen streng bestrafte. Nach einer Wallfahrt nach Walsingham und Ely kehrte er im Anfang Oktober nach Westminster zurück. Anfang November erkrankte er schwer und starb am 16. November, vermutlich in Anwesenheit seiner Frau, in Westminster, nach 56 Jahren und 20 Tagen Herrschaft.

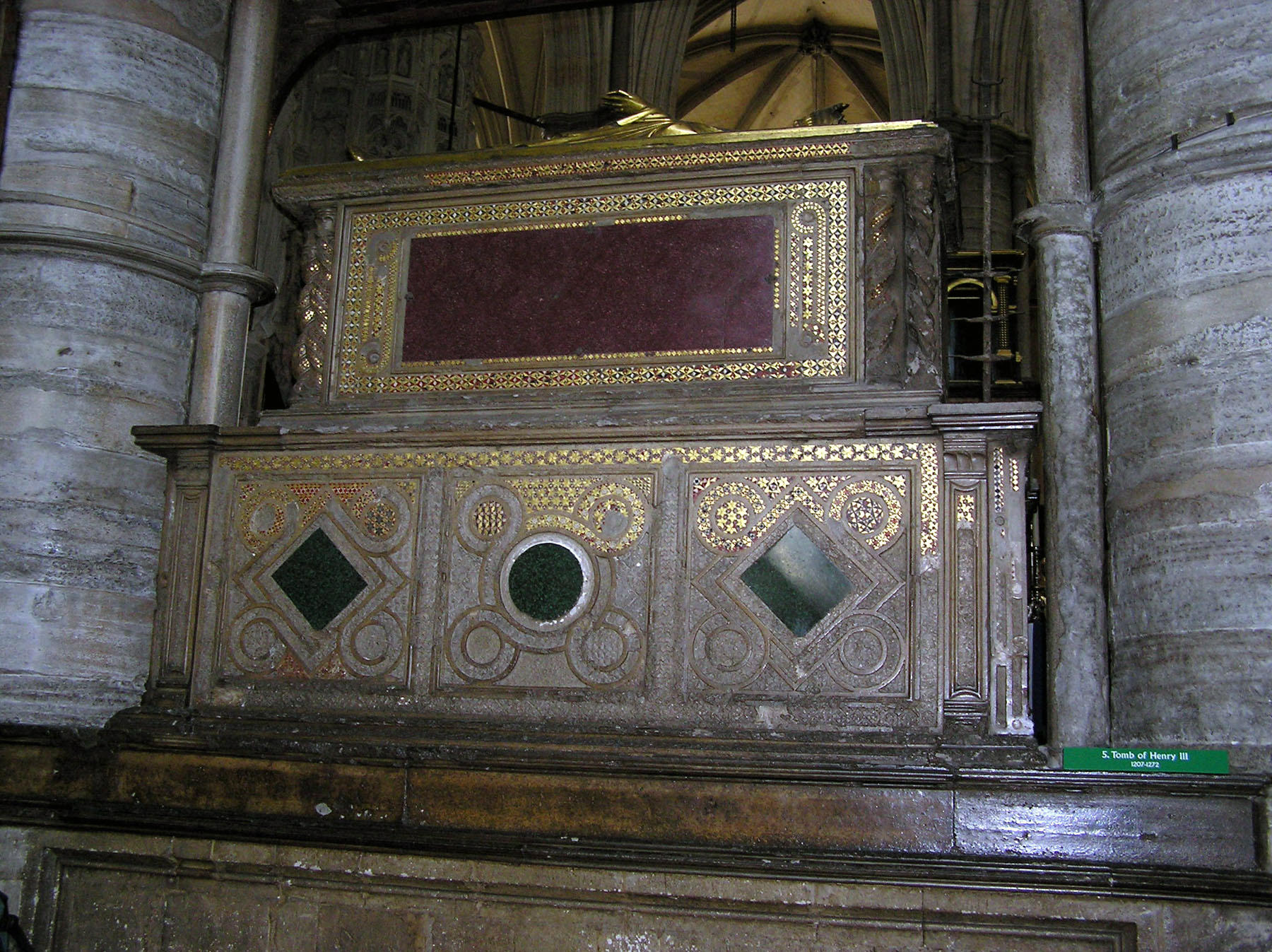
Grab Heinrichs III.

Am 20. November 1272 wurde er in einem prächtigen Begräbnis in Westminster Abbey im alten Sarg von Eduard dem Bekenner beigesetzt. Nach seinem letzten Willen sollte sein Herz in Fontevrault in Frankreich, der alten Begräbnisstätte seiner Familie, beigesetzt werden. Es wurde allerdings erst im Dezember 1291, nach dem Tod von Königin Eleonore, den Nonnen des Klosters übergeben. Sein Sohn und Nachfolger Eduard gab ein neues prächtiges, mit Cosmati geschmücktes Grab für seinen Vater in Auftrag, in das der Leichnam im Mai 1290 in einer nächtlichen schlichten Zeremonie umgebettet wurde. Endgültig fertiggestellt wurde das Grab erst 1291.

## Die Person des Königs

### Äußeres
Über das Aussehen des Königs gibt es keine zeitgenössische Beschreibung. Sein Grab wurde im November 1871 geöffnet, wovon jedoch kein detaillierter Bericht erhalten ist. Der Länge seines Grabes nach zu urteilen, war er wie sein Vater von kleiner bis mittlerer Größe und damit wesentlich kleiner als sein Sohn Eduard. Bis zu seinem mittleren Alter war er bei guter Gesundheit, in seinen späteren Jahren erkrankte er jedoch häufig.
Die zeitgenössischen Chronisten beschrieben Heinrich als einfachen, unkomplizierten und dabei häufig naiven Mann. Er war streng religiös und generell friedliebend, wobei ihn Dante und der Franziskaner Salimbene als weltfremd bezeichneten. Sein Auftreten war offen und umgänglich, dabei konnte er leicht zu Tränen gerührt werden. Gegenüber seinen Feinden war er ritterlich und rücksichtsvoll, auch zu deren Kindern und Frauen, und auch gegenüber Staatsgefangenen wie seiner Cousine Eleonore von der Bretagne und Gruffydd ap Llywelyn von Gwynedd war er großzügig. Seine relativ seltenen Wutausbrüche waren meist kurz und konnten rasch besänftigt werden. Politisch konnte er leicht von seinen Ministern und Ratgebern beeinflusst werden. Viele seiner Ratgeber waren fähige Beamte, doch noch stärker ließ er sich von seiner Familie beeinflussen. Dabei hielt er hartnäckig an manchen Zielen wie seinem geplanten Kreuzzug fest, ohne die Konsequenzen dabei zu bedenken. Obwohl er zahlreiche Burgen ausbauen ließ, war er kein Militär und hasste Feldzüge. Auch an Turnieren und an der Jagd zeigte er wenig Interesse. Seine Friedensliebe führte dazu, dass er Konflikte vermeiden wollte und versuchte, seine Verwandten und Höflinge mit Geschenken und Ämtern zufrieden zu stellen.

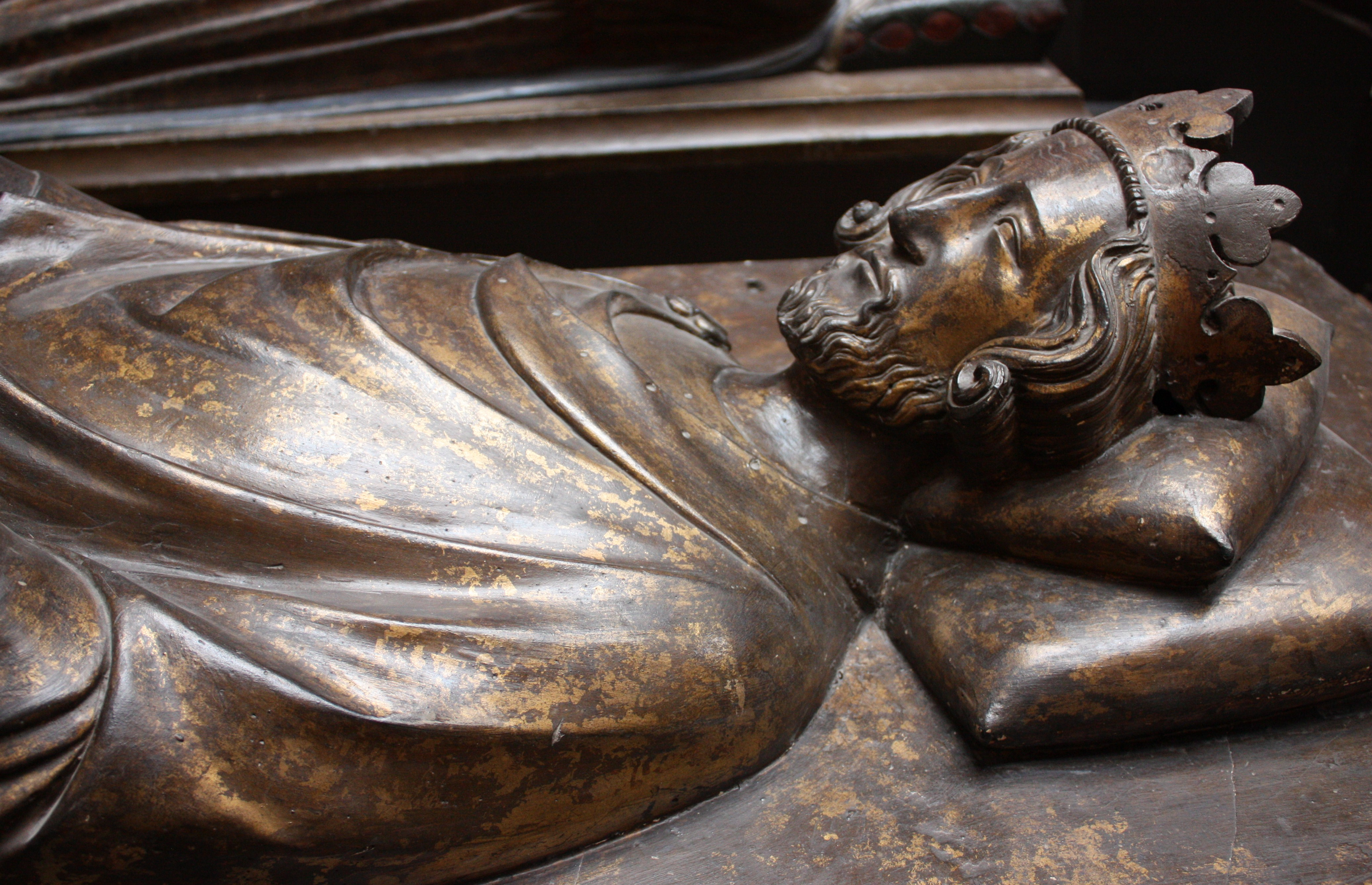
Heinrich III., Statue auf seinem Grabdenkmal

### Ehe und Nachkommen
Als Jugendlicher galt Heinrich als keusch, es kamen sogar Gerüchte über eine angebliche Impotenz auf. Erst relativ spät, mit 29 Jahren, heiratete er. Mit seiner Frau Eleonore von der Provence war er jedoch glücklich verheiratet, erst in den 1250er und 1260er Jahre kam es häufiger zu Differenzen mit ihr. Mindestens bis 1263 hatte seine Frau großen Einfluss auf ihn. Im Gegensatz zu seinem Vater und Großvater war er ihr aus religiöser Überzeugung treu, als einer der wenigen englischen Könige hatte Heinrich wahrscheinlich keine unehelichen Kinder. Für seine Kinder war er ein fürsorgender Vater. Sein ältester Sohn Eduard löste sich bereits früh von ihm und handelte spätestens ab 1263 politisch eigenständig. Gegenüber seinen Verwandten, vor allem gegenüber seinem Bruder Richard und seinen Halbgeschwistern, war er nachsichtig. Gerade seine Familie trug jedoch zur Krise ab 1258 bei, in der Heinrich die Kontrolle über seine Regierung verlor.
Mit seiner Ehefrau hatte er neun Kinder, von denen jedoch die fünf letztgeborenen noch im Kindesalter starben:
- Eduard I. (1239–1307)
- Margaret (1240–1275) ⚭ 1251 König Alexander III. von Schottland
- Beatrice (1242–1275) ⚭ 1260 Herzog Johann II. von der Bretagne
- Edmund Crouchback, 1. Earl of Lancaster (1245–1296)
- Richard (1247–1256)
- John (1250–1256)
- William (1251–1256)
- Katherine (1253–1257)
- Henry

### Die Religiosität des Königs
Im Gegensatz zu seinem Vater war Heinrich religiös und fromm aus Überzeugung. Dabei wurde er von Mönchen, besonders von seinen dem Dominikanerorden angehörenden Beichtvätern beeinflusst. Er nahm sich vor allem den angelsächsischen König Eduard den Bekenner aus dem 11. Jahrhundert zum Vorbild, der als weise und heilig galt und der auch als Jugendlicher den Thron besteigen musste. Heinrich besuchte täglich die Messe, und wie im Privatbereich schätzte er auch im religiösen Bereich Pomp und Pracht. Die beiden Festtage von Eduard dem Bekenner im Januar und Oktober jeden Jahres wurden ausgiebig und kostspielig begangen und wurden dadurch zu wichtigen Ereignissen, bei denen Barone und andere Würdenträger zusammenkamen. Leichtgläubig nahm Heinrich an, dass seine Religiosität ihm Erfolg brachte, dazu wurde er durch Predigten beeinflusst. Gegenüber den Armen war er großzügig, in den 1240er Jahren soll er an einem Tag 500 Arme beköstigt haben. Er unterstützte den Bau von zahlreichen Kirchen, Klöstern und Hospitälern, dazu auch für Messgewänder und Bücher für seine Geistlichen. Zusammen mit seiner Frau war er an kirchlichen Reformen interessiert. Für die Franziskaner und Dominikaner war Heinrich der bislang großzügigste Förderer in England. Die Dominikanerniederlassung in Canterbury, die Karmeliterniederlassung in Oxford und die Franziskanerhäuser in Reading, York, Shrewsbury und Norwich wurden fast vollständig auf seine Kosten erbaut. Andere Klöster stiftete er jedoch nicht, nur über die von seinem Erzieher Peter des Roches gestiftete Netley Abbey übernahm er die Schutzherrschaft. Sein größter Bau war der Neubau von Westminster Abbey, den er ab 1245 auf eigene Kosten als königliche Grablege anstelle von Fontevrault in Frankreich errichten ließ. Für den Bau wandte er fast £ 50.000 auf. Vor allem in Krisenzeiten unternahm er Wallfahrten, besonders häufig nach Bromholm, Walsingham und St Albans.
Trotz dieser persönlichen Frömmigkeit des Königs führte die königliche Politik unweigerlich zu Zusammenstößen mit Teilen der Kirche. Für Unstimmigkeiten mit dem Klerus gab es zahlreiche Anlässe. Die Geistlichen erwarteten vom König, dass er sie vor Besteuerung durch den Papst, was dieser ab 1226 forderte, schützte. Heinrich konnte auf die Unterstützung des Papstes nicht verzichten und stimmte schließlich 1246 der Besteuerung zu. Nach dem ersten Artikel der Magna Carta war die Kirche frei, doch der König benötigte die Bischofsämter, um treue Diener zu versorgen, und angesichts seiner angespannten Finanzlage benötigte er die Einnahmen aus vakanten Bistümern und die Steuern vom Klerus. Bei der Durchsetzung dieser königlichen Rechte kam es deshalb zum Streit mit dem Klerus, wobei Heinrich, anders als seine Vorgänger, viel zögerlicher vorging, um seinen Willen durchzusetzen. Da während seiner Herrschaft Kirchenreformer wie Bischof Robert Grosseteste von Lincoln mehr Unabhängigkeit und höhere Standards für die Kirche wünschten, kam es zu weiteren Spannungen. Dies brachte dem König ab den 1240er Jahren, als seine Anwälte die königlichen Rechte gegenüber den kirchlichen Freiheiten durchsetzten, viele Feinde ein. Heinrich hatte zwar die Unterstützung der Päpste, doch unter den englischen Mönchen hatte er zahlreiche Gegner, wie das feindliche Bild zeigt, das der Chronist Matthew Paris von ihm wiedergibt. Während des Zweiten Kriegs der Barone in den 1260er Jahren unterstützte ein Großteil des Klerus die Gegner des Königs unter Simon de Montfort und gehörte teils selbst zu den unerbittlichsten und lautstärksten Gegnern des Königs.
In den ersten Jahren nach seinem Tod sollen sich an Heinrichs vorläufigem Grab Wunder zugetragen haben. Diese Berichte wurden von Heinrichs Witwe Eleonore und von einigen Bischöfen unterstützt. Sein Sohn Eduard blieb dagegen skeptisch, er sah seinen Vater als frommen, jedoch nicht als Heiligen und unterband die Verehrung Heinrichs. Der Kult um angebliche Wunder am Grab verebbte Ende der 1280er Jahre.

### Der König als Kunstförderer
Heinrich gilt wegen des Neubaus von Westminster Abbey und seiner anderen Bauten als einer der größten europäischen Kunstförderer des 13. Jahrhunderts und bis zu Karl I. im 17. Jahrhundert als der großzügigste königliche Mäzen in England. Zum einen trieb ihn beim Bau von Westminster Abbey seine fanatische Frömmigkeit, andererseits versinnbildlichte die Kirche Heinrichs Vorstellung von der Majestät des Königs. Heinrich nahm sich Ludwig IX. und Kaiser Friedrich II. als Vorbilder, er wollte diese mächtigen Herrscher wenigstens in der Kunst übertreffen. Westminster Abbey wurde als bewusste Antwort auf die königliche Sainte-Chapelle in Paris im Stil der französischen Gotik errichtet. Beim Bau von Westminster Abbey kümmerte sich der König selbst um Detailfragen und bewies bei der reichen Ausschmückung der Kirche künstlerischen Sachverstand. Neben einem neuen, prächtigen Schrein für Eduard dem Bekenner in Westminster gab Heinrich auch neue Schreine für die Heiligengräber von Canterbury und Walsingham in Auftrag.
Neben den Kirchen baute er auch mehrere königliche Paläste aus, vor allem den Palace of Westminster. Anders als sein Vater und seine Vorfahren zog er nicht durch das Land, sondern machte Westminster zu seinem Hauptsitz. Etwa die Hälfte seiner Regierungszeit verbrachte er dort anstatt auf Reisen. Im Palace of Westminster herrschte eine feierliche Zeremonie, aber auch Prunk durch die prächtigen Wandbilder, die Eduard den Bekenner und andere Heilige darstellten, und durch die Buntglasfenster und Teppiche, die die Gemächer schmückten. Daneben baute Heinrich auch weitere Paläste aufwändig aus, darunter den Tower of London, Winchester, Rochester und Gloucester Castle. Persönlich liebte er Luxus und Bequemlichkeit, was er als Standessymbol des Königs betrachtete. Er sammelte Juwelen, Schmuck und kostbare Kleider, die er persönlich trug, aber auch als Geschenke verwendete. Im Gegensatz zu seinem Sohn war er ein Förderer von Gelehrten und Künstlern, wobei er selbst sicher nicht hoch gebildet war.

## Heinrichs Bild in der Geschichte
Im Gegensatz zu den meisten anderen englischen Herrschern wurde keine zeitgenössische Chronik der Herrschaft Heinrichs III. verfasst. Roger von Wendover und Matthew Paris sind seine zuverlässigsten Chronisten, andere, nach 1260 verfasste Chroniken sind oft stark parteiisch geprägt. Bereits im 16. und 17. Jahrhundert untersuchten William Prynne und William Dugdale seine Herrschaft, doch vor allem die liberal-nationalistischen Historiker des 19. Jahrhunderts beeinflussten lange Zeit die Geschichtsschreibung über Heinrich. Für sie war seine Regierung vor allem wegen der Entstehung des Parlaments von Interesse. William Hunt, der Heinrichs Eintrag im Dictionary of National Biography verfasste, William Stubbs und James Ramsay nahmen die mittelalterlichen Chroniken als Quellen und übernahmen damit die nationalistische Sicht der Gegner des Königs. Dabei wurde die Person des Königs neben seinem berüchtigten Vater und seinem erfolgreichen, kriegerischen Sohn eher nebensächlich behandelt. Heinrich wurde unterstellt, dass sein Sinn für Prunk seine Auffassung von einem absolutistischen Königtum darstellen sollte. Erst mit der Veröffentlichung zahlreicher mittelalterlichen Dokumente ab 1900 änderte sich die Sicht auf die Zeit Heinrichs, doch die Historiker wie T. F. Tout beurteilten ihn weiterhin negativ als schwachen Herrscher. Die bislang gewichtigste Biografie Heinrichs verfasste Maurice Powicke 1947, sie bestimmte dreißig Jahre lang die Sicht auf Heinrich III. und das 13. Jahrhundert in England. David Carpenter verfasste 1990 ein Buch über die Minderjährigkeit des Königs und 1996 eine Aufsatzsammlung über die Herrschaft des Königs, R. C. Stacey 1987 eine Untersuchung der königlichen Finanzen, doch eine neue Biografie fehlt bislang. Diese Bücher sowie die Biografien von Michael Prestwich über Eduard I. (1988), von John Maddicott über Simon de Montfort (1994), von Nicholas Vincent über Peter des Roches (1996) und von Margaret Howell über Eleonore von der Provence (1998) änderten die Sicht über die Herrschaft Heinrichs.
Nach dieser Sicht vollzog sich unter Heinrich der Übergang vom angevinischen Reich zum Königreich England, und unter ihm begann der Wandel vom Feudal- zum Nationalstaat, so dass sich die politische Identität Englands herausbildete. Die Gascogne dagegen wurde als Überbleibsel des angevinischen Reichs zum Nebenland. Dabei wird in der heutigen Forschung nicht nur die Bedeutung der Politik zu Heinrichs Zeit beachtet, sondern auch die Person des Königs, der trotz seiner Schwäche ein diplomatischer und kunstsinniger Monarch war. Die Ansicht, dass die Krise ab 1258 durch Heinrichs autokratische Herrschaft und durch seine Bevorzugung der ausländischen Günstlinge hervorgerufen wurde, gilt inzwischen als überholt, da sie auf der Propaganda der Gegner des Königs, unter denen auch die damals maßgeblichen Chronisten waren, beruhte. Heinrich selbst hatte zwar eine starke Vorstellung von seiner Vormachtstellung, die sich in den 1240er Jahren verstärkte, und wollte sich nicht sein Recht, seine eigenen Ratgeber zu wählen, verbieten lassen. Dennoch hielt er sich in der Praxis an Auflagen, die nicht zuletzt durch die Magna Carta repräsentiert wurden, und er versuchte nicht, das Parlament durch Zwang zu beherrschen. Heinrichs Pomp als König war kein Zeichen einer autokratischen Herrschaft, sondern er wollte so seine Magnaten an ihn binden. Mit bedingt durch seine relative Armut blieb seine Regierung schwach, und seine Inkonsequenz gegenüber seinen Baronen führte schließlich mit zu der Krise ab 1258.